# 中央高速バス
中央高速バス（ちゅうおうこうそくバス）は、京王バス（旧・京王帝都電鉄バス）とその共同運行会社が運行している、バスタ新宿に発着する中央自動車道経由の高速バス（路線バス）の総称および、京王電鉄バスの登録商標である。
そのため、京王が幹事となるか営業協力している路線では「中央高速バス」の名称を使用できるが、それ以外の路線では、京王が商標使用を許諾しない限り商標権侵害となるため使用できない。
本項では以下、単に「京王」とした場合は、京王帝都電鉄（現・京王電鉄）のバス部門および京王電鉄バスグループ全体を、単に「富士急」とした場合は、富士急行のバス部門および富士急グループのバス会社全体を指すものとする。
また、伊那線と飯田線は路線免許上は一体になっていることから、「伊那・飯田線」とまとめて呼称されることが多いため、本項でも特に区別する必要がない場合は「伊那・飯田線」と一つの路線として扱う。
なお本項では、東京 - 長野線のうち、当初は中央高速バスの一路線として開設され、1997年以降は関越自動車道・上信越自動車道を経由となった長野線（新宿 - 善光寺・国際21線）についても記述する。

## 概説
1956年、新宿 - 富士五湖を結ぶ急行バスを運行開始したのが始まりである。1959年には、新宿 - 甲府・昇仙峡を結ぶ季節運行の急行バスを運行しており、これらを高速道路経由に乗せかえる際に「中央高速バス」の名称を使用するようになった。その後、高速道路網の展開と同時に路線ネットワークを拡大している。
伊那・飯田線においては、巨額の赤字を抱えていたバス会社が単年度黒字を計上するなど、高速バスがバス会社にとっては重要な事業形態であることを立証した。中央高速バスの成功が、1980年代後半からの高速バス路線開設ブームの契機の一つとなった。

### 中央ハイウェイバスアライアンス「CHANCE」
2009年1月28日、中央高速バス幹事会社の京王電鉄バスグループが、新宿高速バスターミナルを起終点とする中央高速バス運行会社で、「中央ハイウェイバスアライアンス」という名称の高速バス運行会社連盟を結成したと発表した。
「Chuo Highwaybus AlliaNCE」の文字からつくった「CHANCE（チャンス）」を愛称に、乗客により多くのチャンス（メリット）を提供したいとの思いから連盟を結成した。
連盟のシンボルとして、CHANCEロゴマークを制定して、加盟各社バス車両にステッカーを掲示することなどが発表された。ロゴマークは、青・緑・オレンジの3色の太いラインを組み合わせた柔らかな丸みのあるフォルムで、各社の「結束」と「親しみやすさ」「安心」「安全」を表したものである。
また連盟全体でのサービスの一環として、2009年2月1日より座席の窓側・通路側指定が可能になることや、2009年3月1日より座席の一部に「女性専用席」を設けることもあわせて発表された。
発足当時の加盟会社は以下の通り。名鉄バス、JRバス関東は加盟していない。また京王グループの西東京バスも連盟発足時の加盟会社には含まれていない。
- 京王電鉄バスグループ
  - 京王電鉄バス（後に京王バス東などに移管）
  - 京王バス（旧：京王バス東、京王バス南、京王バス中央）
- 富士急グループ
  - 富士急行（後に富士急山梨バス（現：富士急バス）に移管）
  - 富士急平和観光（現：富士急バス）
  - フジエクスプレス
- アルピコグループ
  - 松本電気鉄道（松本電鉄バス、現：アルピコ交通本社）
  - 諏訪バス（現：アルピコ交通諏訪支社）
  - 川中島バス（現：アルピコ交通長野支社）
- 山梨交通
- 伊那バス
- 信南交通
- 濃飛乗合自動車（濃飛バス）
- おんたけ交通

## 歴史

### 沿革
- 1956年（昭和31年）10月6日 - 新宿 - 河口湖駅・山中湖線136 km（一般道経由）を運行する急行バスを運行開始。京王・富士山麓電気鉄道（現・富士急行）の相互乗り入れ。4・5月・7月15日 - 9月の土休日運行の季節便であった。1日2往復、所要時間は4時間30分。
- 1959年（昭和34年）7月5日 - 国道20号新笹子トンネル開通（1958年〈昭和33年〉12月）に伴い、新宿 - 甲府・昇仙峡間急行バス「甲斐号」を京王・富士山麓電気鉄道・山梨交通の3社で運行開始。3 - 11月の休日のみ運行。
- 1965年（昭和40年）7月16日 - 行楽時のみ運行していた山中湖線を毎日運行の定期路線バスに昇格。
- 1967年（昭和42年）7月8日 - 新宿 - 富士山五合目線・新宿 - 本栖湖線（ともに一般道経由）を運行開始。
- 1968年（昭和43年）3月3日 - 中央自動車道の調布 - 八王子間の開通（1967年12月）に伴い、急行バス各路線はこの区間を高速道路経由に変更。新宿 - 山中湖間の所要時間は3時間50分になった。
- 1969年（昭和44年）3月18日 - 中央自動車道の相模湖 - 河口湖間が開通したのを機に、高速道路経由に変更（新宿 - 調布は一般道経由）。この時から「中央高速バス」として運行を開始。新宿 - 河口湖間の所要時間は2時間10分となった。同時に11往復に増発[注釈 2]。
- 1970年（昭和45年）3月20日 - 浜松町バスターミナル使用開始に伴い、一部便を浜松町発着とする。
- 1971年（昭和46年）4月5日 - 新宿高速バスターミナル使用開始。
- 1972年（昭和47年） - 富士急の運行便をワンマン化。
- 1974年（昭和49年） - 京王の運行便をワンマン化。
- 1976年（昭和51年）5月18日 - 中央自動車道高井戸 - 調布間が開通したため、この区間および初台 - 高井戸間（首都高速4号新宿線）も高速道路経由に変更。新宿 - 河口湖間の所要時間は1時間40分となった。
- 1978年（昭和53年）4月22日 - 前年（1977年〈昭和52年〉）に中央自動車道大月 - 勝沼間が開通したのを機に、新宿 - 甲府・昇仙峡の急行バスを付け替える形で、甲府線の運行を開始。同時に毎日運行化。新宿 - 甲府間の所要時間は2時間14分、1日9往復。山梨交通が中央高速バス初参入となる。
- 1980年（昭和55年） - 甲府線で座席予約システム（SRS-80：京三製作所製）の運用を開始。以後開設される路線は、この予約システムに組み込まれた。
- 1983年（昭和58年）1月19日 - 中央自動車道勝沼 - 甲府昭和間が1982年（昭和57年）11月に開通したのを機に、甲府線に甲府南経由便を追加。石和経由と合わせて24往復となる。
- 1984年（昭和59年）12月14日 - 伊那・飯田線が開業。諏訪バス（現・アルピコ交通）・伊那バス・信南交通が参入。2系統合わせて15往復。
- 1986年（昭和61年）
  - 2月25日 - 諏訪・岡谷線の運行を申請。
  - 3月14日 - 国鉄バスが東京駅 - 上諏訪・岡谷間を結ぶ高速バス路線の運行を申請。調整不能な事態に陥る[4]。
  - 11月1日 - 沿線からの諏訪・岡谷線開業に対する要望が強くなったため、伊那・飯田線の免許を活用する形で、中央道茅野線の運行を開始。1日3往復で、京王と富士急は隔日1往復担当、山梨交通・諏訪バスが1日1往復。
- 1987年（昭和62年）7月1日 - 中央道茅野線を延長する形で、諏訪・岡谷線が開業。JR東日本関東自動車事業部（通称：JR東日本バス）が参入。
- 1989年（平成元年）
  - 4月18日 - 松本線の運行を開始[5]。松本電気鉄道（現・アルピコ交通）が参入[5]。
  - 12月 - 京王八王子高速バスターミナル開業。
    - 12月22日 - 八王子 - 沼津線「スキッパー号」の運行を開始。
- 1995年（平成7年）12月1日 - 甲府線において平日割引回数券「トクワリきっぷ」の発売を開始[6]。
- 1996年（平成8年）
  - 3月29日 - 「中央高速バス」の名称が京王の登録商標となる。ロゴマークも同時に登録されている。
  - 7月 - 八王子 - 沼津線「スキッパー号」を廃止。
  - 10月1日 - 富士五湖線の一部便に忍野八海経由便を設定。また、この日から京王・富士急の富士五湖線予約センターを統合[7]。
- 1998年（平成10年）3月20日 - 高山線の運行を開始[8]。濃飛乗合自動車が参入[8]。
- 1999年（平成11年）10月 - 諏訪・岡谷線の運行を京王バス（現・京王バス東）に移管。
- 2000年（平成12年）
  - 10月1日 - 甲府線の運行を京王バス（現・京王バス東）に移管[9]。
  - 11月21日 - インターネット予約サイト「ハイウェイバスドットコム」開設。ネットでの予約が可能になる[10]。
- 2001年（平成13年）
  - 4月 - 「ハイウェイバスドットコム」でiモードでも予約受付開始。
  - 7月19日 - 白馬線の運行を開始[11]。
- 2002年（平成14年）
  - 6月1日 - 甲府線の一部便を湯村温泉まで延長。
  - 12月20日 - 名古屋線の運行を開始。名古屋鉄道（現・名鉄バス）と相互乗り入れ。
- 2003年（平成15年）4月 - 木曽福島線の運行を開始。おんたけ交通が参入。
- 2004年（平成16年）
  - 8月6日 - 山梨交通が単独で、南アルプス・身延山線の運行を開始。
  - 10月14日 - 下呂温泉線の運行を開始。
- 2005年（平成17年）3月28日 - 南アルプス・身延山線の終点を、身延（山梨交通の子会社である山交タウンコーチ身延営業所）まで延伸して増便。京王バス東が参入。
- 2007年（平成19年）
  - 3月15日 - 京王八王子高速バスターミナル閉鎖。高速バスの発券業務・待合室の利用が終了。
  - 4月1日 - 京王八王子高速バスターミナル廃止。
  - 6月29日 - 松本線が全便中央道日野（日野バスストップ）に停車するようになったため、中央高速バスは全路線全便が中央道日野に停車するようになった。
  - 9月 - 中央高速バス開業50周年を記念して、「中央高速バス観光ガイド」を発行。
- 2008年（平成20年）7月 - 下呂温泉線廃止。
- 2009年（平成21年）
  - 1月28日 - 中央高速バス運行会社連盟「CHANCE」の結成を発表。
  - 12月16日 - 白馬線の長野県側の運行事業者を川中島バスに移管。
- 2010年（平成22年）
  - 7月1日 - 諏訪・岡谷線に諏訪IC経由、茅野駅発着便を1日2往復新設。
  - 10月30日 - 山梨交通が単独で、北杜・白州線の運行を開始。
- 2011年（平成23年）
  - 2月1日 - 甲府線の石和経由6往復を「特急便」（湯村・甲府〜勝沼・中央道日野・新宿のみ停車）として運行開始。
  - 3月19日 - 京王バス南が単独で、多摩 - 河口湖線の運行を開始。
- 2013年（平成25）
  - 10月27日 - 富士急平和観光が単独で、甲州塩山線（甲州ワインライナー）の運行を開始。
  - 11月22日 - 京王バス南・シティバス立川・伊那バスの3社で立川飯田線運行開始[12]
- 2016年（平成28年）
  - 4月4日 - 新宿駅南口にバスタ新宿開業。これに伴い、新宿発着路線の発車場所が新宿高速バスターミナルから移転（南アルプス市・八田線8時便と一部の臨時便を除く）。到着便については、5月8日まで西口を降車場所としていた。
  - 5月9日 - 新宿発着路線における新宿到着便がバスタ新宿への乗り入れを開始[13]。
  - 9月16日 - 立川飯田線の運行内容変更[14]。
  - 10月1日 - 飛騨高山線の1往復が古川駅前まで延長運行を開始[15]。
- 2017年（平成29年）
  - 4月1日 - 通年運行する新宿発着路線の全ての定期便において、バスタ新宿発着に統一[16]。
- 2024年(令和6年)4月1日 - 松本線の10本（新宿発5本と松本発本）をこの日から当面の間は運休。

## 国鉄・JRバスとの対立
中央高速バスの路線開設においては、一時期は需給調整や許認可に関していくつか問題が発生し、特に当時の国鉄および分割民営化後のJRバスとの対立が路線開設に影響を与えた。
のちに両者の関係は改善され、JRバス「南アルプス号」では、2005年6月1日から京王が新宿駅新南口バスターミナルに路線廃止（2009年7月31日）まで乗り入れ、2009年10月からは中央高速バス伊那線とJRバス高遠線の連絡乗車券の発売も開始された。

### 伊那・飯田線 - 国鉄からの横槍
伊那・飯田地区は、経済圏がどちらかといえば名古屋に向いていた地区であり、東京とのつながりはあったがパイプは細かった。またすでに運行していた中央道特急バス（現・中央道高速バス）も、路線としての採算ラインはクリアしているが、会社の経営に寄与するには至らないという状態であった。当時の運行便数は中央道特急バスが飯田線15往復・伊那線7往復であり、需給面から「さらに遠い東京までの高速バスが果たして利益を生み出せるのか」と採算性を危惧する意見もあった。大都市と地方を結ぶ高速バスの場合、地方側の事業者の方が熱心なケースが多いが、ここもその例に漏れなかった。
このような背景もあり、運行予定各社間の調整に限っても長期間を要している。伊那バスと信南交通が京王へ初めて高速バス路線開設の協力を要請したのが1980年7月であるが、各社間協議が初めて行われたのは、京王が市場調査を行った後の1982年11月である。しかし、総運行本数や施設の共用などの条件がかみ合わず調整が難航し、沿線自治体や地元商工会などによる早期開業の陳情もあり、ついに起終点3社（京王・伊那バス・信南交通）が1984年7月に先行申請する事態になった。その後、京王が取りまとめ役となって再度調整、沿線3社（富士急・山梨交通・諏訪バス）も合意するに至り、6社共同で同年8月31日に再申請となっている。
この間、信南交通は1980年末より、お盆・年末年始の帰省ラッシュ期に新宿 - 飯田間で会員制（ツアーバス形式）の「帰郷・上京バス」を運行した。おおむね各期1週間前後の運行であったが、最後の運行となった1984年盆期は約1か月間運行、同区間を4時間半で結び、帰省・Uターンのピークには3 - 4台で運行する日もあった。この運行実績から、信南交通・伊那バスなど伊那地区の事業者では、採算性は十分見込めると考えていた。
1984年に入り、路線免許の申請・認可が確実になってくると、当時の国鉄は、安くて速い高速バスが運行されることによって飯田線や中央東線が深刻な影響を受けることに危機感を強めた。当時、国鉄では新宿発着で飯田線に直通する急行「こまがね」を運行していたが、豊橋経由で名古屋駅から飯田線に直通していた急行「伊那」が中央道特急バスの影響を受け1983年に廃止に追い込まれたことや、国鉄バスの中国ハイウェイバス運行によって姫新線が大きな影響を受け、自動車局が高速バスの展開を自粛した経験もあり、地方線区にとっては高速バスは脅威であると認識していた。つまり、国鉄はこの区間における高速バスの採算性を認めていたのである。
国鉄バスは東京・伊那・中津川に営業所があったため、東京 - 伊那地区への高速バス参入は不可能ではなく、国鉄部内では高速バスへの参入により身内で影響を食い止める案も出ていた。しかし国鉄の部内協議では高速バス反対という方針となり、申請と同時期に運輸省や地域自治体に対して認可についての再検討を求めた。一バス路線の開設に対して国鉄が横槍を入れてくるのは過去に例がなく、関係者は戸惑いを隠せなかったという。
しかし地域自治体は、それまで飯田線の輸送改善が行われていなかったことから「何を今さら」と一蹴した。運輸省は「バス会社同士のような利害関係はない」としながらも、同申請を運輸審議会に諮問したが、運輸審議会は「国鉄飯田線への影響が、伊那地区の住民の利便を高める高速バス運行を妨げる理由にはならない」という結論を出し、1984年12月7日にバス路線開業を認可した。当時の国鉄の地位低下を示している事象ともいえる。
飯田線はほぼ全区間が単線で、線形はカーブや勾配が多く速達列車の運行に不向きであり、中央西線のように振子電車を運行させるにも飯田線は中央西線以上にカーブが急で効果が期待できなかった。また電化私鉄の買収路線であったため、諮問当時は架線等の改修に多額の経費が必要とされた。
さらに、国鉄時代から全区間が中央東線とは違う静岡鉄道管理局の管内にあったため、国鉄分割民営化後もJR東海管轄となり、高速化に関し意思統一が困難であった。そのため、中央高速バスに対しても競争力を持たせることができず、1986年11月に急行「こまがね」は廃止、1988年3月には急行自体が全廃され、飯田線は地域輸送主体の路線となった。国鉄の抱いていた危惧は現実のものになったのである。
1980年代の『鉄道ジャーナル』は誌面に「BUS CORNER」を設けて鈴木文彦が執筆し、定期的にバスの記事を掲載していた。同誌の1985年5月号では特集として「高速バスと鉄道　列島を駆ける "高速バス" の脅威」を組み、開業したばかりの伊那・飯田線を鈴木が取材に行っている。このタイトルからも当時の国鉄が高速バスを「脅威」と捉えていた状況がうかがえる。
運行開始直前まで「2系統合わせて15往復の運行は供給過剰」と思われていた中央高速バス伊那・飯田線は、繁忙期には続行便も多数出るほどの盛況となり、1985年度だけで50万人を輸送、運賃収入は6社合計で15億7000万円を計上し、1便平均の乗車人員も1986年の時点で名古屋方面の20人を大きく上回る28人となり、需給・採算についての懸念は全くの杞憂と化した。また、上伊那地区の経済圏は東京指向に変化した。
さらに、それまで赤字続きだった伊那バスと信南交通が、中央高速バス運行開始の翌年度に単年度黒字を計上するなど、地方のバス事業者の経営状態の改善にも大きく貢献した。こうした実績から、バス事業者の経営における高速バス路線の重要性を述べる際にしばしば引き合いに出される路線となっている。特に信南交通はそれまで倒産寸前とまで言われており、「高速バスに救われたバス会社」として信南交通・伊那バスの名前が挙がることも多い。
伊那・飯田線はこの後も順調に増便され、2018年6月現在では伊那線16往復、飯田線17往復と、開業時と比較して倍以上にまで増便されたが、それでもなお頻繁に増車される状態となっている。

### 諏訪・岡谷線 - 申請から認可まで1年以上
1986年2月25日に、京王・富士急・山梨交通・諏訪バスの4社で1日10往復の路線開設の申請を行なったが、その直後の3月14日、国鉄バスが東京駅・新宿駅 - 上諏訪・岡谷駅8往復の路線開設申請を出願し、類似内容で競願となった。国鉄では、伊那・飯田線の申請の際に再考を求めたものの受け入れられなかったため、今回は初めから身内で影響を食い止めるため高速バス参入という方針に転換したものである。
もともと民間各社間の調整にも手間取った上に地域自治体の思惑の違いなどもあり、ようやく話がまとまって申請したところで競願となったため、民間側は「中央高速バスは民間で構築してきた路線で、今さら土足で踏み込まれては困る」と猛反発。対する国鉄も「分割民営化を控え、バス部門を強化するには収益性の高い高速バスへの参入は不可欠」と全く譲らず、主張は完全に対立、調整不能な状態のまま申請後1年が経過するという異常な事態に陥った。
この間、1986年11月1日には国鉄のダイヤ改正で特急「あずさ」が増発されることになった。このままでは利用者が「あずさ」に定着してしまい、高速バスの利用者にも影響が出ることが予想された。
また、諏訪地区の住民からの高速バス開業への期待は大きく、1986年8月には沿線市町村が運輸省へ民間4社に対する認可を求めて陳情する事態にもなったことから、諏訪バスが当初から参入していた伊那・飯田線の免許を利用した運行系統新設扱いにより、11月1日より中央道茅野線として運行を開始した。茅野までなら諏訪バスのエリアであると共に国鉄バス下諏訪自動車営業所（現・JRバス関東諏訪支店）のエリアからは外れており、免許上も重複しなかったからである。中央道茅野線は、わずか1日3往復という暫定開業ながらも好調となったが、沿線からは増便や伊那・飯田線の停車を要望する声も多かった。
結局、国鉄 - JRバスが折れる形で、JR東日本バスは諏訪側の事業者として1往復のみの参入で11往復という内容で1987年3月16日に再申請し、同年7月1日に運行開始となった。申請から実に1年4か月も経ってからの運行開始で、申請内容に不備がないにもかかわらず、申請から運行開始までに1年以上かかったケースはそれ以前にはない。その後に需給調整が撤廃され、ダブルトラックが認められたことから、需給調整が再度行われない限りは今後も同様のケースはないと考えられる。その後は増便され、2007年10月時点ではJRバス関東は2往復を担当している。
なお、JRバスは参入時に、中央高速バスでは初となるトイレ付車両を投入した。JRバスとしてはすでに運行していた東名ハイウェイバスと同仕様で導入したに過ぎないのだが、渋滞の多い中央道では乗客から好評で他社や他路線にも波及したことから、JRバスの参入にも居住性の改善という意義があったと考えられる。

### 松本線 - ダブルトラック

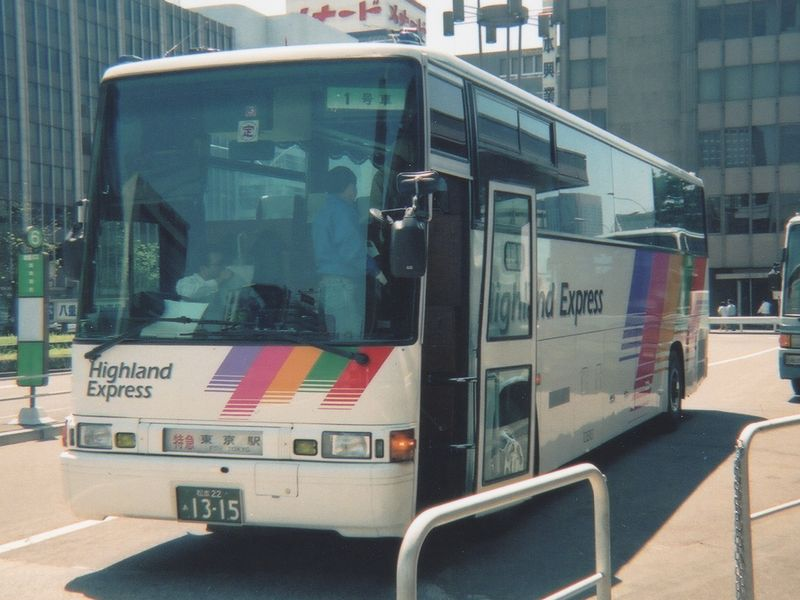
中央高速バスに対抗する形で運行されたが不振に終わった「松本号」
（松本電気鉄道担当便）

申請直後に、諏訪・岡谷線で既得権を得たJRバス関東が、起点が東京駅となることが異なる程度のほぼ同一内容で、しかも共同運行会社が同じ松本電気鉄道での路線開設申請を行った。この頃になると運輸省の対応もダブルトラックを認める方針へと変化しており、双方ともに認可が下りたため、2路線とも同じ1989年4月18日にダブルトラック路線として運行を開始した。しかし似たような路線で、しかもどちらの路線にも松本電気鉄道が参入しているにもかかわらず、全く無関係な路線として扱われ、回数券なども2路線での共通利用はできなかったため、乗客側にとっては分かりづらく不便な状態であった。
JR側は「松本号」として運行し、マルス収録の上でみどりの窓口でも発売を扱うなど、販売ネットワークとしては悪くなかったが、営業力ではすでに中央高速バスを運行していた京王側には遠く及ばず不振な状態が続いた。そのため当初4往復だったものを2往復に減便の上、1992年に撤退となった。ほぼ同時期に、当初8往復で運行開始した京王側では増便を行っている（2012年7月時点で22往復）。
これ以降しばらくは、JRバスの中央自動車道方面への路線展開は途絶えることになる。

## 運行系統

### 概要
多くの路線に富士急も参入している。これは富士急が、富士五湖線では山梨県側の事業者として、甲府線では双方に拠点を持つ事業者として（山梨県の上野原IC - 笹子BS間は富士急エリア）、甲府以遠の路線では東京側の事業者として参入しているためである。
中央道上野原（上野原BS）が、富士五湖線・甲府線で乗降可能停留所になっているのは、かつて京王が神奈川中央交通と相互乗り入れで国道20号経由の一般路線バスを高尾駅 - 上野原間で運行していたため、京王・富士急両社のエリアとされているためである。ただし、富士五湖線の一部便にはクローズドドアシステムを適用している。
伊那・飯田線は、開業時から中央高速バスのシェアが勝っており、1986年に国鉄飯田線と中央本線と直通する急行列車が廃止されて以降、高速バスが東京と伊那・飯田地域との唯一の直行輸送機関となっている。塩尻・木曽福島線や飛騨高山線では路線開設前からJRによる直通列車の運行がなく、こちらも東京と木曽地域、および東京と飛騨地域を結ぶ唯一の直行輸送機関となっている。
塩尻・木曽福島線に平行する中央本線の塩尻以西区間（中央西線）では、国鉄が非電化時代に新宿 - 名古屋間の普通列車を定期運行し、JR発足後は新宿 - 木曽福島間で臨時特急「木曽あずさ」が運行されたこともあったが、同列車の運行は定着しなかった。飛騨高山線に平行するJR高山本線では開業当初から東京都区内からの直通列車は設定されていないが、JR東海では東海道新幹線から名古屋で乗り換えるルートでの旅行企画商品を販売して高速バスに対抗している。
甲府線、諏訪・岡谷線、松本線は中央本線の特急列車（特急あずさ・かいじ）との激しい競争にさらされているのも事実であり、所要時間は特急あずさ・かいじに分があるため、こちらは値下げ・現状維持で勝負している。ただ、酒折など普通列車しか止まらない駅周辺の停留所は、所要時間もさることながら、東京方面の普通列車は高尾駅乗換が欠かせないため、高速バスの方が利便がよい。
なお、富士五湖線は中央高速バスが優勢であるが、こちらは通常ならライバルと位置付けられる鉄道側の事業者も富士急であり、運賃や便数で高速バスを、定時性や遅延リスクの低さにおいて鉄道をPRしているため、どちらかといえば相互補完の関係に近い。

## 路線一覧

### 富士五湖線
- 山中湖発着：バスタ新宿 - 中央道〔三鷹・深大寺・府中・日野・八王子・相模湖・上野原・野田尻・猿橋・小形山・都留・西桂・下吉田〕- 富士急ハイランド - 河口湖駅 - 富士山駅 - 山中湖 旭日丘 - 山中湖 平野
- 本栖湖発着：バスタ新宿 - 中央道〔三鷹・深大寺・府中・日野・八王子・相模湖・上野原・野田尻・猿橋・小形山・都留・西桂・下吉田〕- 富士急ハイランド（ → 富士山駅） - 河口湖駅 - 本栖湖 - 富士芝桜まつり会場（富士芝桜まつり会場行きは4月中旬〜5月末まで、本栖湖行きは夏休み期間中のみ運行）
- 河口湖自然生活館発着：バスタ新宿 - 中央道〔三鷹・深大寺・府中・日野・八王子・相模湖・上野原・野田尻・猿橋・小形山・都留・西桂・下吉田〕- 富士急ハイランド （→ 富士山駅） - 河口湖駅 - 船津浜温泉街 - 久保田一竹美術館 - 河口湖自然生活館（1日1往復のみ）
- 急行：バスタ新宿 → （無停車） → 中央道日野 → 中央道八王子 → （無停車） → 富士急ハイランド → 富士山駅 → 河口湖駅（早朝1便のみ）
- 特急：バスタ新宿 - （無停車） - 富士急ハイランド - 河口湖駅
- 特急：バスタ新宿 → （無停車） → 中央道日野 → （無停車） → 富士急ハイランド → 河口湖駅 → 富士山駅（1便のみ）
- 直行：バスタ新宿 - （無停車） - 富士急ハイランド[27] ※富士急ハイランド休園日は運休

- - 運行会社：京王バス（・西東京バス）・富士急バス（本社営業所・甲府営業所）・フジエクスプレス（東京営業所・横浜営業所・江戸川営業所・埼玉営業所）

以前は山中湖のバスターミナルは京王と富士急で分かれていたが、現在はどちらも富士急の森の駅旭日丘バスターミナルに発着する。
1996年9月30日までは共同運行路線ではなく、2社の相互乗り入れという形態で、乗車券も予約センターも別であった。山中湖のバスターミナルが別だったことも、その理由による。
かつて夏季に運行していた「直通平野」系統を除き新宿発奇数時の便は京王、偶数時の便は富士急が担当する。
何台増車しても運行会社は1号車の運行会社に準ずる。ただし折返し便が間に合わない時などは例外。
京王は複数台が山中湖（旧・山中湖京王バスターミナル、現・京王リップル停留所）滞泊となり、翌朝の1132・1134便等に当たる。
河口湖経由山中湖方面行は、富士急ハイランド - 河口湖駅 - 富士山駅の順に停車する（上りは逆）。河口湖行、河口湖経由本栖湖方面行は、富士急ハイランド - 富士山駅 - 河口湖駅の順に停車する（上りは逆順で富士山駅非経由）。かつて運行していた「直通」平野行は、両駅に寄らずに富士急ハイランドから真っ直ぐ忍野入口へ向かっていた。続行便で2号車以降が途中折り返しとなる場合（山中湖行の2号車が河口湖駅止まりとなる場合など）は、基本的に1号車と同一の停車順となる。2号車以降は河口湖駅止まり、河口湖駅経由富士山駅止まりとなることもある。予約・発券時は降車停留所の意思表示を明確に申告する事が望ましい（運行便によっては所定の1号車と続行車で富士急ハイランド以遠の停留所が異なる場合があるため）。
鉄道乗継よりも格安で目的地に行けるため、春夏期は観光路線として、朝夕は通勤通学や吉田・忍野地区への出張、新宿へのショッピング路線としての役割を果たしている。
2008年3月19日より富士急便にて、同年8月から京王便にて、PASMOなどの交通系ICカードでの運賃の支払いができるようになった。なお、富士急便では2020年2月1日以降、高速バス車内で交通系ICカードは利用できなくなった。
富士急側の運行会社は富士急バスだが、増発便などはフジエクスプレスが入る事がある。
京王便の一部は西東京バスに貸切バス委託型管理形式で運行委託している
バスタ新宿 → 河口湖駅間の深夜便も運行している。
富士芝桜まつり期間は富士急運行便の一部が富士芝桜まつり会場まで運行する。
河口湖駅発着便の一部は、「中央道上野原バス停」にクローズドドアシステムが適用される。
2000年より京王バスとフジエクスプレス（現在は富士急バスが担当）にてバンホール・アストロメガが当路線に充当される様になったものの、富士急ハイランド〜富士山駅間に存在する鉄道高架下の車高制限に引っかかる為、アストロメガが担当する便のみ富士山駅は通過もしくは河口湖駅経由富士山駅行きとなる。

### 富士山五合目線
- バスタ新宿 - 中央道〔三鷹・深大寺・府中・日野・八王子・相模湖・上野原〕- （無停車） - 富士山五合目（夏季のみ運行）
- バスタ新宿 - 中央道〔三鷹・深大寺・府中・日野・八王子・相模湖・上野原〕 - （無停車） - 富士急ハイランド - 河口湖駅 - （無停車） - 富士山五合目（夏期のみ運行）
- 特急：バスタ新宿 - 中央道〔三鷹・深大寺・府中・日野・八王子・相模湖・上野原〕 - （無停車） - 富士急ハイランド - 河口湖駅（夏季以外）
  - 運行会社：京王バス・富士急バス（本社営業所）・フジエクスプレス（東京営業所・埼玉営業所）

便名は1400番台が割り当てられており、登山シーズン以外は河口湖駅止まりとして運行される。
続行便は相手会社が当たることもある。また、トイレ設備のない貸切車両が入る場合もある。
2014年夏季シーズンは最大10往復運行。
夏休み期間中は中央道上野原と富士山五合目間はノンストップで運行し、夏休み終了後から登山シーズン終了までは富士急ハイランドと河口湖駅を経由して富士山五合目まで向かう。但し2020年〜2022年のシーズンは新型コロナウィルスの影響により、全便富士急ハイランドと河口湖駅を経由する運用となった。
この系統では「中央道上野原バス停」にクローズドドアシステムが適用される。また誤乗車防止の為、バスの方向幕は『富士山五合目』だが、バスタ新宿で発券された乗車券には『富士山五合目（吉田口）』、富士急ハイランド・河口湖駅では『富士スバルライン五合目』と案内されているが、いずれも同一の停留所である。

### 甲府線
- 石和経由：バスタ新宿 - 中央道日野 - 勝沼 - 石和 - 山梨学院大学 - 甲府駅 - 湯村温泉・竜王・富士急上阿原車庫
- 甲府南経由：バスタ新宿 - 中央道日野 - 中央道御坂 - 中央道境川 - 甲府駅 - 湯村温泉・竜王・富士急上阿原車庫
  - 運行会社：京王バス・富士急バス（甲府営業所・本社営業所）・山梨交通

石和経由（勝沼ICから一般道）と甲府南経由がある。以前は、担当便がそのまま運行会社の収入となっていたので、不公平感をなくすため毎年担当時間をスライドさせていたが、現在はプール制となり担当便が固定されている。
新宿発18:35・20:05の山梨交通担当便は、週末を中心に2号車として京王・富士急が増発運行に入っていたが、昨今は山交で2号車を増発運行するケースが多い。
新宿発20:35の京王担当便は、週末を中心に富士急が2号車として増発運行されることが多い。
新宿発22:05の山梨交通担当便は、週末を中心に利用者が多く、富士急が2号車として増発運行されることが多い（バスタ新宿に移設後は22:05発の増発はされていない）。
山梨交通と京王は、増発便であってもトイレ付き高速車が運用される。
京王は3両が甲府側で夜間滞泊を行い、翌朝の新宿行き3本に当たる。
原則、途中のパーキングエリアの休憩なし。
富士五湖線同様に朝夕は通勤通学路線、休日は新宿向けのショッピング路線としての役割を果たしている。
2008年3月19日より山梨交通・富士急平和観光便にて、同年8月から京王バス東便にて、PASMOでの運賃の支払いができるようになった。
2011年2月1日より石和経由の6往復を「特急便」に置き換えた。中央道のバスストップ停車を中央道日野のみとすることで所要時間を11分短縮している。
2014年12月1日より富士急平和観光が富士急山梨バスと合併することにより、富士急側の運行会社が富士急山梨バスに変更。
2015年2月10日より京王、山梨交通運行の一部便が竜王まで延伸。
2015年5月2日より富士急運行の一部便が富士急上阿原車庫まで延伸。
2020年2月1日より富士急便では高速バス車内で交通系ICカードが利用できなくなった。

### 甲州線 （甲州ワインライナー）
- バスタ新宿 - ぶどう橋 - 勝沼支所 - ぶどうの丘(※下りのみ停車)- 甲州市役所 - 恵林寺 - ちどり湖 - 山梨市役所 - 富士急上阿原車庫
  - 運行会社：富士急バス（甲府営業所）

2013年10月27日、富士急平和観光にて運行開始。
2014年度に入り、山梨市内においても客扱いを開始。5月3日に「ちどり湖」、7月12日には「山梨市役所」の各停留所が追加された。
土休日のみ1日1往復運行される。
東山梨地区からの利用を主体に朝方に上阿原発、夕方に新宿発のダイヤとなっている。
2014年12月1日より富士急平和観光が富士急山梨バスと合併することにより、運行会社が富士急山梨バスに変更。
2019年4月1日より会社名を富士急バスに改称。
2020年4月11日、新型コロナウィルス感染拡大防止の為、運休となる。

### 身延線
- 甲府昭和IC経由：バスタ新宿 - 中央道日野 - 西八幡 - 上今諏訪 - 白根IC西 - 南アルプス市役所 - 青柳 - 鰍沢本町 - 西嶋 - 切石 - 梅平 - 身延山 - 身延
- 甲府南IC経由：バスタ新宿 - 中央道日野 - 大津町 - 山梨大学附属病院入口 - 南アルプスIC - 白根IC西 - 南アルプス市役所 - 青柳 - 鰍沢本町 - 西嶋 - 切石 - 梅平 - 身延山 - 身延
  - 運行会社：京王バス・山梨交通

甲府昭和ICから山梨県道5号・国道52号を通り、南アルプス市や身延町へ向かう。一般道区間の所要時間が長いのが特徴。
白根ICから下山付近にある下部温泉早川ICまで中部横断自動車道が並走しているが、距離が短いことと途中バス停の都合上当自動車道は利用しない。
かつては身延山から山梨交通系列の山交タウンコーチ身延営業所（現山梨交通身延営業所)（身延駅付近）まで客扱いを行なわず回送していたが現在は同所まで客扱いを行っている。
途中釈迦堂PAで休憩する。
開業当初は2往復のみであったが増便を繰り返しており、2012年4月1日より6往復に増便された。
2018年10月1日より下記の中央市・南アルプス市線のうち1往復を補完する形で京王バス東の1往復が甲府南IC経由となる（本数は変わらず、甲府昭和IC経由が1往復減少する）。

### 中央市・南アルプス市線 （南アルプスエコパークライナー）
- バスタ新宿 - 中央道〔三鷹・深大寺・府中・日野・八王子〕 - 大津町 - 山梨大学附属病院入口 - 南アルプスIC - 飯野上宿 - 南アルプス市・八田
  - 運行会社：山梨交通

2015年3月14日、山梨交通単独による運行で開業。
甲府南ICから一般道を走行し、中央市の山梨大学附属病院周辺や田富地区を経由して南アルプス市の八田へ向かう。
開業当初は、南アルプス・中央各市からの利用を主体に朝方に南アルプス市発、夕方に新宿発の1日1往復での運行ダイヤとなっていた。
2015年5月23日、土休日のみ1往復増便。
2015年7月4日、平日も1往復増便し毎日1日2往復での運行ダイヤとなった。また、同日より京王バス東が運行に参入。
2017年4月1日、京王バス東担当の1往復について、新宿の発着場所を新宿西口からバスタ新宿に変更。
2018年10月1日、京王バス東担当が上記身延線に吸収され、山梨交通の単独運行となる。

### 諏訪・岡谷線
- 諏訪IC経由：バスタ新宿 - 中央道日野 - 上諏訪駅 - 下諏訪 - 岡谷駅
- 岡谷IC経由：バスタ新宿 - 中央道日野 - 岡谷駅 - 下諏訪 - 上諏訪駅
- 茅野駅発着：バスタ新宿 - 中央道日野 - 茅野駅
- 諏訪IC経由特急：岡谷駅 → 下諏訪 → 上諏訪駅 → 中央道日野 → 新宿西口　※バスタ新宿には入らない
  - 運行会社：京王バス・フジエクスプレス・山梨交通・アルピコ交通・JRバス関東

※2017年4月時点で京王便の1往復がアルピコ交通に運行委託されている。
路線名は長野県の諏訪・岡谷ではあるが、乗降車扱いの範囲には山梨県の 中央道小淵沢-中央道昭和も含まれるため山梨県中西部地域の利用も多い。山梨交通の諏訪・岡谷線への参入は、乗降エリアに山梨交通エリア（中央道昭和 - 中央道小淵沢間）が含まれることによる。
本数が最も多い諏訪IC経由便は上諏訪駅、下諏訪経由の岡谷駅発着で下り13便、上り12便。岡谷IC経由便は岡谷駅、下諏訪経由の上諏訪駅発着で3往復運行されている。2010年7月1日より増便された茅野駅発着便の2往復は諏訪IC前と茅野駅を直接結ぶため上諏訪、岡谷方面には行かない。
週末や繁忙期を中心に増便運行が多い。基本的に京王・アルピコ交通を中心に運行するが、山梨交通は自社担当便の2号車を増発運行するケースが多い。また、JRバス関東やフジエクスプレスが増発運行するケースも見られる。
双葉SAでは休憩があるが双葉東バスストップでの乗降車扱いもあるため、バス停に停車する。2019年7月より新宿行き上りの早朝便2本は双葉東バスストップにて乗車扱いだけを行い、休憩は談合坂SAでとるようになった。
2013年11月29日より従来より遅い最終便となるバスタ新宿22:05発岡谷駅行きが毎週金曜・土曜・特定日で運行を開始、京王・アルピコ交通が交互で担当した。その後2019年6月1日よりアルピコ交通による毎日運行となり、平日等においても最終便の時間が繰り下げられた。
2014年7月14日より運賃改定を行い「ゾーン運賃制」を導入。従来より運賃区分を集約して分かり易くして、バス車内でも購入できる「2回回数券」を販売する。2019年4月27日の運賃改定で「繁忙期運賃」が設定され紙の4枚綴り回数券などが廃止。
2019年6月1日より特定日運行となっていた下り便が定期化されたのに伴い、送り込みとして上りの岡谷駅発8：40新宿西口行き特急便を新設、ほぼ同時刻を走る茅野駅始発便を利用出来ない岡谷 - 上諏訪の需要に対応し、乗車扱いは赤羽根バス停以降は全て通過、途中降車扱いも中央道日野のみとし、バスタ新宿では無く新宿西口降車場に至る

### 伊那線
- バスタ新宿 - 中央道日野 - 中央道辰野 - 伊那バスターミナル[注釈 9] - 駒ヶ根バスターミナル[注釈 10] - 伊那バス駒ヶ根車庫
  - 運行会社：京王バス・フジエクスプレス・山梨交通・伊那バス・信南交通

朝夕のみ超特急便が存在する。新宿発の超特急便は、途中の中央道日野のみ乗車扱いし、中央道辰野からは各停留所で降車扱いを行う。新宿行は、中央道辰野までの各停留所にて乗車扱いを行い、中央道日野のみ途中降車扱いを行う。
中央自動車道の全線開通に伴い、1984年12月14日に開業（飯田線と同日）。
途中双葉SAで休憩する。
信南交通は飯田から駒ヶ根まで車両を回送する（一部便は駒ヶ根車庫で待機し、翌日飯田へ営業便で戻る）。
富士急・山梨交通担当便の続行便（2号車以降）は、京王・伊那バス・信南交通が担当する。
伊那線への山梨交通の参入は、途中通過地をエリアとする事業者も参入するのが当然と主張し、認められたものである。
伊那線は駒ヶ根車庫、中央道箕輪に高速バス利用者専用の無料駐車場が併設されている。伊那インター前、中央道辰野に有料駐車場（予約制ではない）が併設されている。伊那バスターミナルを利用する際は徒歩3分ほどのいなっせに併設されている伊那市営の有料駐車場を利用する。
京王・伊那バス・信南交通では、無線LAN接続サービスが提供されている。
2010年12月よりひとりだけシートと称し、通常運賃に1,000円を追加することで最後部の4列シートのうちの2席（1脚）を1人で使用できるサービスを実施している。当初は信南交通・伊那バス・山梨交通の全便と京王の一部便に設定されていたが(その後京王も全便に拡大)、2014年12月14日からは全便に設定された（ただし富士急・山梨交通便は無線LAN・コンセント無し）。
2017年10月1日より京王電鉄バス運行便が京王バス東に移管。
2017年12月7日より、伊那市及び駒ヶ根市のバス停名を「伊那バスターミナル」、「駒ヶ根バスターミナル」に変更。
2018年4月1日より、伊那線の伊那バス担当便のうち上下それぞれ2便にSクラスシート運行便を設定。更に同年6月26日からは同社が担当する上下それぞれ4便全便に拡大。
2018年6月26日より、駒ヶ根市産の野菜を京王便で輸送する取り組みを開始。

### 飯田線
- バスタ新宿 - 中央道日野 - 中央道辰野 - 中央道駒ヶ根インター - 飯田駅前
  - 運行会社：京王バス・アルピコ交通（諏訪支社）・伊那バス・信南交通

朝夕のみ超特急便が存在する。新宿発の超特急便は途中の中央道日野のみ乗車扱いし、中央道駒ヶ根インターから先の各停留所で降車扱いを行う。新宿行は、中央道駒ヶ根インターまでの各停留所にて乗車扱いを行い、中央道日野と新宿のみ降車扱いを行う。
中央自動車道の全線開通に伴い、1984年12月14日に開業（伊那線と同日）。
途中双葉SAで休憩する。
2009年1月12日をもって飯田バスセンター - 昼神温泉間が廃止となったため、昼神温泉へは飯田駅前または伊賀良にて路線バスやタクシー、旅館送迎バスへの乗換えが必要となった（現在では茅野駅⇔昼神温泉間直通バス（駒ヶ根インター付近でも乗降可能）も運行している）。
伊那バスは松川営業所から飯田まで車両を回送する。
アルピコ交通担当便の続行便（2号車以降）は、京王・伊那バス・信南交通が担当する。
飯田線に開業当時から諏訪バスが参入しているのは、乗降エリアの中の中央道辰野が諏訪バスエリアで岡谷 - 川岸 - 辰野間の路線が存在したことによる（後に廃止）。後年、やはり諏訪バスエリアだった中央道川岸に一部便が停車するようになった。なお、同線に諏訪バスが参入していたことから、後に伊那・飯田線の免許を活用して運行開始した中央道茅野線には、初めから諏訪側の事業者として参入することが可能であった。
諏訪・岡谷線の開業前は、諏訪バスは信南交通の車庫に車両を常駐させ、検査時に交換していた。
伊賀良の高速バス専用停留所は、一般路線バスの停留所（国道256号）農協前バス停とは離れており、飯田インター正面北東側の農協直売所「りんごの里」（エディオン隣）の裏側にある。
乗車券は、新宿・伊賀良・飯田駅前・伊那バス松川営業所、及び駒ヶ根車庫・伊那バス伊那営業所・アルピコ交通諏訪支社各案内所（飯田発着のみ）で発売している。
京王・伊那バス・信南交通では、無線LAN接続サービスが提供されている。
2010年12月よりひとりだけシートと称し、通常運賃に1,000円を追加することで最後部の4列シートのうちの2席（1脚）を1人で使用できるサービスを実施している。当初は信南交通・伊那バス・京王の全便に設定されていたが、2014年12月14日からはアルピコ交通の全便にも設定された（ただしアルピコ交通便は無線LAN・コンセント無し）。
2011年2月26日よりSクラスシートと称する横3列タイプのワイドピッチシートが伊那バスの一部の便に4席されている(その後伊那バスの全便に拡大)。専用のひざ掛けやスリッパ、電源コンセントが装備され通常運賃にプラス1000円で利用できる。また、Sクラスシート設定便の車両では、大型鏡付きの洗面台も装備した後部全面トイレを完備している。
飯田商工会館ビルの全面改築に伴い、2011年9月30日をもって同会館の1階に入居していた飯田バスセンターが廃止となり、飯田駅前が起終点となっていたが、2014年4月1日に「飯田商工会館」バス停が新設され、事実上飯田バスセンターが復活した。
2017年10月1日より京王電鉄バス運行便が京王バス東に移管。
2024年4月1日、「飯田商工会館」停留所が廃止となり、全便「飯田駅前」停留所始発となる。

### 立川飯田線
- 昭島駅南口 - 立川駅南口 - 中央道辰野 - 中央道駒ヶ根インター - 飯田駅前
  - 運行会社：立川バス・京王バス・伊那バス

2013年11月22日に開業。
立川バスと伊那バスが昭島駅南口発着、京王バスが立川駅南口発着となっており、各社1往復ずつ担当している。
3社ともトイレ付きハイデッカー車両が使用されている。
途中双葉SAで休憩する。
2016年9月16日、運行系統の見直し（拝島営業所、八王子工業団地、南大沢駅の各停留所の廃止）及び休憩箇所の変更を実施。
2018年7月1日、シティバス立川の立川バス本体への統合および、拝島営業所の操車場降格が行われ、立川バスの管轄営業所が福生営業所となる。
2020年4月19日、新型コロナウィルス感染症の感染拡大により、当面の間全便運休となる。

### 松本線
- バスタ新宿 - 中央道日野 - 長野道みどり湖 - 松本バスターミナル
  - 運行会社：京王バス・アルピコ交通・（西東京バス）

昼行便では唯一、中央道上の停留所で客扱いを行わない路線であったが、2007年6月29日より中央道日野での客扱いを開始した。他に長野道上の停留所で客扱いする。
途中双葉SAで休憩する。
所定の所要時間は3時間12分で、JR特急のあずさに対抗している。
全便で無線LAN接続サービスが提供されている。
2010年7月16日よりSクラスシートと称する横3列タイプのワイドピッチシートが一部便に設定されている。京王便には4席仕様、アルピコ交通便には4席仕様と7席仕様が用意されている。いずれも専用のひざ掛けやスリッパ、電源コンセントが装備され通常運賃にプラス1000円で利用できる。また、Sクラスシート設定便の車両では、大型鏡付きの洗面台も装備した後部全面トイレを完備している。
2012年12月28日より増発便の一部を西東京バスに貸切バス委託型管理形式で運行委託している
2017年10月時点で京王便の3往復がアルピコ交通に運行委託されている（従来は2往復だったが、2014年4月16日から3往復に拡大。その後同年7月23日から委託先がアルピコ交通本社とアルピコ交通東京の2社となった）。
2017年10月1日より京王電鉄バス運行の一部便が京王バス東に移管。その後2018年9月に全便が京王バス東に完全移管、専用車両も移籍した。
2021年10月1日よりアルピコ交通東京がアルピコ交通に吸収合併された。
2022年8月8日　WEB予約決済・コンビニ決済において、需要に応じた変動型運賃「ダイナミックプライシング」制度を採用。同時にWEB2枚回数券の廃止、WEB4枚回数券の価格改定、および繁忙期割増運賃（+300円）を廃止。
2024年6月17日　新宿9時55分発と松本16時20分発の便が当面の間は平日運休とし土曜休日および特定日のみの運行となった。

### 安曇野・白馬線
- 白馬八方方面: バスタ新宿 - 中央道日野 - 安曇野スイス村 - 安曇野穂高 - 安曇野松川 - 信濃大町駅前 - 白馬八方 - （栂池高原 ※夏季のみ）
- 扇沢方面: バスタ新宿（下りは新宿西口） - 中央道日野 - 安曇野スイス村 - 安曇野穂高 -  温泉公園北口 - 安曇野松川 - 信濃大町駅前 - 大町温泉郷 - 扇沢 ※夏期のみ 
  - 運行会社：京王バス・アルピコ交通

夏季と冬季のみ新宿発の夜行便が運行される（乗務員は途中仮眠休憩する）。
途中双葉SAと梓川SAで休憩する。
2009年12月16日より、長野県側の事業者が松本電気鉄道から川中島バスに変更された（白馬営業所の移管による）。
2012年4月28日より、冬期を除き大町温泉郷経由の扇沢（関電トンネルトロリーバス接続）発着便を運行（1往復、7月13日から9月2日まで下り1便夜行を含む2往復に増発）。同時に4往復を最大6往復（夏期）に増発し、白馬発着を含め安曇野穂高にも停車するようになった。
2013年4月13日より、「さわやか信州号」の運行形態変更に伴って夏期運行の下り夜行と上り1本が「さわやか信州号」から本路線に組み込まれ、栂池高原まで運行されるようになった。
2014年7月19日より、扇沢は下り夜行1本のみの停車となった（その後、上り便の運行を再開）。

### 塩尻・木曽福島線
- バスタ新宿 - 中央道日野 - 塩尻駅東入口 - 漆の里平沢 - 奈良井宿 - きそむら - 日義木曽駒高原 - 福島関所 - 木曽福島駅前
  - 運行会社：京王バス・おんたけ交通

- - 運行本数：各社1日1往復（京王は朝新宿発で午後木曽福島発、おんたけは朝木曽福島発で夕方新宿発）

下りは双葉SA、上りは諏訪湖SAと釈迦堂PAで休憩する。
東京都区内と木曽地域を直結する唯一の公共交通手段として運行されている。また高速バス路線としては東京都心から塩尻市街地に直結する唯一の路線である。漆の里平沢から日義木曽駒高原の各停留所はそれぞれJR中央本線（中央西線）の木曽平沢駅、奈良井駅、藪原駅、原野駅に近接し、同線の特急「しなの」が停車しない各駅での長距離需要を拾っている。伊那木曽連絡道路（権兵衛トンネル）が開通する以前から運行されている。権兵衛トンネル開通後は新宿から木曽へ向かうには、中央自動車道を伊那インターチェンジまで走ったあと権兵衛トンネルを経由していくルートが最短になったが、高速バスのルート変更は行われていない。かつて塩尻駅東入口 - 漆の里平沢間に本山宿バス停があったが利用低迷で2019年3月31日を以て廃止された。これまで京王バスとおんたけ交通が1往復ずつ運行する2往復体制を維持してきたが、令和7年4月1日から京王バス担当便が休止、以降おんたけ交通担当便のみとなる。

### 飛騨高山線（シュトライナー）
- バスターミナル東京八重洲 - 四谷一丁目 - バスタ新宿 - 中央道日野 - 平湯温泉 - 丹生川 - 高山濃飛バスセンター - 古川駅前
  - 運行会社：京王バス・濃飛乗合自動車

夏季のみ新宿発の夜行便が運行される。
談合坂SA（京王便のみ）・釈迦堂PA（濃飛便のみ）・諏訪湖SA・平湯温泉で休憩する。なお、夏季運行の夜行便は休憩場所が異なる。
京王便の全便で無線LAN接続サービスが提供されている。
2016年10月1日より、1往復が古川駅前（飛騨古川）まで延長運行を開始。古川駅前始発の便では、高山から他の高速バスに乗り継ぐ場合、古川駅前 → 高山間のみの乗車が可能。
2017年9月、バスで高山市の農産物を東京に運んで販売する貨客混載サービスを始めた。
2025年4月1日、京王バス担当便のうち1往復がバスターミナル東京八重洲まで延伸。

### 名古屋線
- バスタ新宿 - 中央道日野 - 中津川 - 桃花台 - 栄 - 名鉄バスセンター（名古屋）
- バスタ新宿 - 聖蹟桜ヶ丘駅 - （中津川） - 桃花台 - 栄 - 名鉄バスセンター（名古屋）
  - 運行会社：京王バス・名鉄バス

2002年12月20日運行開始。名鉄では「中央道高速バス新宿線」と表記しているが同一路線のことである。
朝便・夕方便・夜行2便の毎日4往復。
シートは補助席無しセンターアームレスト付きの「幅広4列ゆったりシート」と大型3列独立席の「Sクラスシート」（名鉄バスのみ）からなり、1列目以外はフットレストが付いている。トイレはパウダールーム（洗面台・大型鏡・着替え台付き）仕様。整備や増車の都合で、シートやサービス設備が変更となる場合もある。
Sクラスシートの装備は、大型毛布・スリッパ・専用まくら。
名鉄バスの車両は除菌・消臭の光触媒加工、プラズマクラスターイオン発生機、無線インターネットwifiサービスを搭載。
充電用コンセントは名鉄車両は全席、京王車両はひとりだけシートに設置。
女性優先（専用）席として隣には同性が座るように席割りされる。
夜行便は全席で毛布サービスがある。
2013年7月以降、予約サイトハイウェイバスドットコムで前方・後方、通路側・窓側の希望選択が可能になっている。
開放休憩は10 - 15分間が3回で便により休憩するサービスエリアが異なる。夜行便は開放休憩とは別に、時間調整・乗務員休憩として停車する場合がある（その間、乗客は外出不可）。
通常は途中で乗務員交代は無いが、渋滞や混雑など大幅な遅延が見込まれる時は乗務員二名体制。
2008年以降、席数限定で早期決済（購入）割引を設定。最大運賃5100円がすべての区間で3500円、ネット予約後クレジットカード決済。電話や窓口発売は無い。
2011年2月以降、新宿発夜行便で名古屋名鉄バスセンター降車時にサウナ（入浴）割引券を希望者に配布。
2012年4月1日、名鉄バス便に「Sクラスシート」を4席設定。普通運賃・回数券にシート料金1000円追加。
2012年4月27日、夜行便ダイヤと停車バス停を改正。夜行便が経路変更で新たに聖蹟桜ヶ丘駅・府中駅に停車。
2012年7月1日、京王バス便に4列シート2席を1人で利用できる「ひとりだけシート」を設定。普通運賃・回数券にシート料金1000円追加。
2013年10月1日、夜行便ダイヤ改正。
2021年7月16日、名鉄バス便の「Sクラスシート」を廃止し、代替として「ひとりだけシート」を設定。普通運賃にシート料金1000円追加。

### かつて「中央高速バス」として運行していた路線

#### 長野線
本路線は関越道・上信越道経由で運行されているが、本節で取り上げる。
- バスタ新宿 - 中野坂上駅 - 練馬区役所 - 上信越道屋代 - 長野バスターミナル - 長野駅

運行路線
運行会社：京王バス・アルピコ交通
※2017年10月時点で京王便の4往復がアルピコ交通に運行委託されている。
路線沿革
- 1992年（平成4年）4月27日 - 新宿 - 長野線運行開始。当初は中央自動車道経由で「中央高速バス」の一路線として運行。
- 1997年（平成9年） - 関越道・上信越自動車道経由に経路変更。「中央高速バス」とは名乗らなくなったが、その後も新宿高速バスターミナル発着で運行。
- 中央道経由だった頃は1日2往復だったが、上信越道経由となってから逐次増便され、2008年現在ほぼ1時間に1本の間隔で運行されている。
- 2003年（平成15年）12月1日 - ホテル国際21まで延伸。
- 2005年（平成17年）8月 - 始発地を善光寺大門に変更。
- 2006年（平成18年）10月1日 - 川中島古戦場で客扱い開始。
- 2007年（平成19年）6月29日 - 下り便に深夜帯運行便を新設（新宿高速バスターミナル21:10発 → 長野駅0:47着）。
- 2010年（平成22年）8月12日 - 下り便に夜行便を新設（新宿高速バスターミナル23:30発→長野駅4:52着 → ホテル国際21 5:02着）。当該便に限りなかなかキップの使用は不可（2012年2月1日より発着日がともに平日の場合に限り利用可能になった）。
- 2012年（平成24年）7月1日 - 京王便6往復にて「プライムシート」車両が運行開始した。同8月1日以降アルピコ交通便5往復でも順次導入された。
- 2012年（平成24年）12月21日 - 練馬区役所で客扱い開始。下り便は9便、上り便は全便停車。
- 2014年（平成26年）7月13日 - なかなかキップの販売終了。
- 2014年（平成26年）7月14日 - 「プライムシート」は「コンセント付独立シート」に名称が変更になるとともに、追加料金なしで利用できるようになった。
- 2014年（平成26年）12月5日 - 下氷鉋 （しもひがの）で客扱い開始。
- 2015年（平成27年）10月16日 - 中野坂上（降車は京王バス宮下交差点バス停）で客扱い開始。同時に朝の一部便が長野駅始発に変更。
- 2017年（平成29年）7月1日 - 京王電鉄バス運行の一部便が京王バス東に運行を移管する。その後2018年9月に全便が京王バス東に完全移管。
- 2020年（令和2年）4月1日 - 池袋 - 長野線（アルピコ交通東京、長電バス運行）と路線統合、新宿・池袋 - 長野線となる。
- 2020年（令和2年）4月6日 - 新型コロナウイルスの影響により、この日より一部便が運休。
- 2020年（令和2年）4月14日 - この日より全便運休。
- 2020年（令和2年）6月6日 - この日より一部便が運行を再開。
- 2021年（令和3年）5月15日 - 長電バス運行便を須坂駅まで延伸。
- 2021年（令和3年）10月1日 - アルピコ交通東京がアルピコ交通に吸収合併された。
- 2024年（令和6年）4月1日 - 2024年問題対策と乗務員不足を理由に、新宿発着系統の『長野駅 〜 ホテル国際21 〜 善光寺大門』間を廃止。

使用車両
- 原則日野・セレガまたは三菱ふそう・エアロバス、エアロエースが使用される。
- 「コンセント付独立シート」付車両は化粧室付き1+2配列の3列シート車両で、それ以外は原則化粧室付き4列シート車両で運行される。
- 途中上信越道の横川SAで休憩する。ただし、夜行便は新宿発車から約1時間後の三芳PAで最終開放休憩を行う。
- 京王便の全便とアルピコ交通便の一部で無線LAN接続サービスが提供されている。
- 当路線の他に、成田空港交通とアルピコ交通が運行する千葉 - 長野線などがある。

### 廃止（撤退）路線

#### 沼津線「スキッパー号」

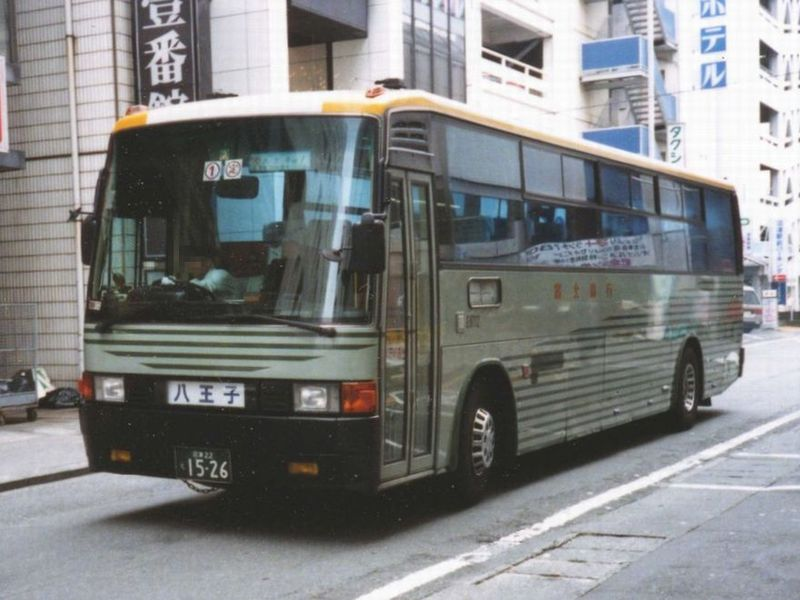
スキッパー号（富士急行E8712）

沼津線は、かつて京王帝都電鉄（当時）と富士急行沼津営業所（現：富士急シティバス）との共同運行により、東京都八王子市と静岡県御殿場市・沼津市を結んでいた高速バスである。「スキッパー号」という愛称が付けられていた。
1989年（平成元年）12月20日の京王八王子高速バスターミナル開業を受け、同年12月22日に同バスターミナルを発着する初の路線として運行開始。鉄道利用では乗り換えが必要となり遠回りになる、多摩地域と静岡県東部を結ぶ路線として開業した。
当初は京王八王子高速バスターミナルと御殿場・沼津地区を直行していたが、両地域間を移動する需要が元々少なかったこともあって乗車率が伸び悩んだため、ほどなくJR八王子駅北口と富士急ハイランドを停車地に加えたが乗車率の改善は叶わず、1996年7月に廃止された。
毎日8往復、所要時間2時間20分で運行していた。停車停留所は東京側が京王八王子高速バスターミナル（京王八王子駅）・JR八王子駅北口、山梨・静岡県側は富士急ハイランド・御殿場（富士急行御殿場営業所前）・沼津駅（富士急名店会館前）であった。東京側の停留所相互間、山梨県・静岡県側の停留所相互間の利用はできなかった。富士急行便のみ希望者があれば谷村PAで休憩していた。
車両はハイデッカー4列シート（定員42 - 45名）、京王便では一部トイレ付き車両が充当されていた。
- 京王八王子高速バスターミナル - JR八王子駅北口 - 大和田 - 大和田団地入口 - 尾崎 - 中央道八王子 - 富士急ハイランド - 須走 - 御殿場 - 東名裾野 - 東名沼津 - 金岡小学校 - 県合同庁舎前 - 沼津駅

#### 下呂温泉線
- 新宿高速バスターミナル - 馬篭 - 中津川淀川 - 濃飛バス中津川営業所 - 福岡町役場前 - 道の駅花街道付知 - 加子母福崎公園 - 下呂温泉（下呂駅）

運行会社：京王バス東・濃飛乗合自動車
- 2004年10月運行開始。2008年7月路線廃止。
- 双葉SA・駒ヶ岳SAで休憩していた。

#### 北杜・白州線
- 新宿高速バスターミナル - 中央道日野 - 白根IC西 - 韮崎本町 - 白州
  - 運行会社：山梨交通

新宿高速バスターミナル - 白根IC西間は身延線と同一行程だった。山梨県北西部の国道52号・国道20号沿線を通り、南アルプス市・韮崎市・北杜市を結んでいた。
北杜・韮崎・南アルプス各市からの利用を主体に朝方に白州発、夕方に新宿発の1日1往復での運行ダイヤとなっていた。
途中釈迦堂PAで休憩した。
開業当初は毎日運行であったが、2012年4月1日より土休日のみの運行に変更され、2015年2月15日を以って運行を終了した。

#### 多摩河口湖線
- 南大沢駅 - 京王多摩センター駅 - 聖蹟桜ヶ丘駅 - 富士急ハイランド - 富士山駅 - 河口湖駅
  - 運行会社：京王バス南

土曜・日曜・祝日および特定日のみ運行。
2014年3月31日までは、富士急担当便は多摩動物公園駅に乗り入れていた。
2014年4月1日に富士急側の担当会社が富士急平和観光から富士急山梨バスに変更。
2016年11月2日までは、富士急も京王多摩センター駅発着（南大沢駅非経由）で1往復運行していた。
2017年10月9日を以って運行終了。

### 特記事項
身延線は、当初は山梨交通の単独運行であったが、当初から京王が営業協力している上、増便の際には京王が参入することが決まっていたため、運行当初から「中央高速バス」の名称を利用することが可能であった。また、富士急単独運行の甲州塩山線も、東京側の運行管理や予約システムなどで京王が営業協力しているため、「中央高速バス」の名前を利用する事が可能となっている。
なお、竜王 - 名古屋間の路線は山梨交通とJR東海バスの共同路線で、京王とは全く関係性がないが、予約システム「ハイウェイバスドットコム」でも紹介されている。予約などは「発車オ〜ライネット」にリンクされており、同サイトでは「中央高速バス」の名前がつけられている。
一方、2009年7月31日まで運行されていた新宿駅新南口 - 伊那市・高遠間の「南アルプス号」は、もともとJRバス関東が単独で運行を開始した同社主導の路線であり、途中から京王・伊那バスが参入したものの京王は営業協力を一切していなかった。そのため「中央高速バス」の名称は使われておらず、京王の公式サイトからは「南アルプス号」の路線情報を参照することができず、「ハイウェイバスドットコム」での予約もできなかった。インターネット予約はJRバス系の「高速バスネット」で可能となっていた。
また、富士五湖線・富士山五合目線・甲府線では、富士急便を除き車内での運賃の支払いにPASMOなどの交通系ICカードが利用できるが、かつて山梨交通が一般路線バスに導入していたバスICカードは使用できなかった。これらの路線については、甲府駅バスターミナル窓口でのICカード決済も可能となっている（4枚回数券・トクワリきっぷも可、Qパックなどの企画券は不可）。

## 割引・回数券
中央高速バスならびに前述の「新宿 - 長野線」では以下の割引運賃の設定および回数券が販売されている。いずれの運賃・切符も事前購入が必要である。

### 往復割引運賃
富士五湖線（富士山五合目線）、甲府線および名古屋線を除く路線に設定されている割引運賃。通常の片道運賃と比べ10%の割引で販売されている。有効期間は7日間。

### 回数券
富士山五合目線・甲州塩山線・名古屋線を除く路線に設定されている回数乗車券。通常の片道運賃と比べ10 - 12.5%割引で販売されている。有効期間は発行日より3箇月。

### トクワリきっぷ
JR中央本線の特急列車で利用できるあずさ回数券などの各種割引きっぷに対抗するために1995年12月1日より発売が開始された、新宿‐甲府線に設定されている2回分の回数乗車券。有効期間は通常の回数券と同じく発行日より3箇月。回数券として取り扱われているため2名一緒に片道で利用するといった形でも利用可能。
石和/中央道八代発着（中央道境川を除く峡東地方内各停留所利用）と甲府発着（中央道境川および甲府市以西の各停留所利用）があり、通常の片道運賃と比べおよそ25%と他路線の往復割引運賃より高い割引率が設定されている。ただし利用できるのは平日のみであり、土日祝日は利用できない。価格は、1995年12月の発売当初より石和/中央道八代発着2,700円・甲府発着2,900円であったが、第二次消費税率改定に伴い、2014年4月1日発売分より石和/中央道八代発着2,800円・甲府発着3,000円と、それぞれ100円値上げされた。

### なかなかきっぷ
長野新幹線や近年勢力を拡大しているツアーバスに対抗するため、新宿 - 長野線に設定されていた2回分の回数乗車券で、有効期間や効力は甲府のトクワリきっぷと同様。ただし利用除外日として、土日祝日と年末年始・旧盆等(12月29日 - 1月3日、8月13日 - 16日)の繁忙期が追加で設定されていた。
発行区間は新宿 - 長野駅(長野市内区間)のみであったが、通常の片道運賃と比べ約27%割引と同路線の往復割引運賃より高い割引率が設定されていたので、長野線で新宿と各停留所間を平日に往復する場合はこちらを購入した方が安くなった。
価格は5,800円(新宿‐長野駅間)。
2014年7月14日実施の運賃改定に伴い、前日を以って発売終了。

### 上高地ゆうゆうきっぷ
新宿 - 松本線開設20周年を記念して2009年から設定された。新宿 - 松本間の往復割引乗車券に加え、アルピコ交通上高地線（松本 - 新島々間）と新島々 - 上高地間の電車・バス往復乗車券をセットにしたもので、価格は8,000円。有効期間は6日間で、発売期間は上高地の山開き(4月19日）から冬季閉鎖（11月15日）帰着までの間だが、夏休みは除外される。発売当初は使用開始がゴールデンウィーク明けで、秋の3連休は使用できなかった。2010年度からは名古屋・大阪発着分も設定されている。

### 白骨温泉・乗鞍高原ゆうゆうきっぷ
上高地ゆうゆうきっぷの冬バージョンとして2009年から設定された。新宿 - 松本間の往復割引乗車券にアルピコ交通上高地線と新島々 - 乗鞍高原・白骨温泉間の電車・バス往復乗車券をセットにしたもので、こちらも価格は8,000円で有効期間は6日間。発売期間は当初12月下旬から4月22日帰着までの間（年末年始と3月の3連休は除外）だったが、2011年度からは名古屋・大阪発着分も設定され、ゴールデンウィークと夏休みを除いた通年発売に拡大されている。冬期はMt.乗鞍（旧・乗鞍高原温泉スキー場）および乗鞍高原いがやスキー場でリフト券の割引を受けることができる。

### 成田空港乗継きっぷ・羽田空港乗継きっぷ
松本線の開業20周年を記念して、2009年に「松本成田空港きっぷ」の発売が開始された。松本バスターミナル・松本インター前 - バスタ新宿間の片道乗車券にバスタ新宿 - 成田空港間の東京空港交通リムジンバス片道乗車券（引換券）をセットにしたもので価格は5,700円。設定当初の価格は5,000円で成田側からは設定されていなかったが、追って成田空港発も設定されている。2011年からは新宿駅 - 羽田空港間のリムジンバス引換券をセットにした「松本羽田空港きっぷ」も設定され、価格は4,000円。後に名称がそれぞれ「成田空港乗継きっぷ」・「羽田空港乗継きっぷ」に変更された。また、長野駅・長野バスターミナル、白馬八方・白馬町発着のセット券の発売も開始した。

### 新宿・高遠連絡きっぷ
「新宿・高遠連絡きっぷ」は中央高速バス新宿 - 伊那・駒ヶ根線とJRバス関東の路線バス高遠線をセットにしたもので、通年発売されている。販売場所はバスタ新宿。

### 早期決済割引乗車券
新宿 - 名古屋線と競合するJRバスやツアーバスへの対策として2008年から発売。予約サイト「ハイウェイバスドットコム」での予約とクレジットカード決済（購入）が条件。乗車券は各自でプリントアウトまたは携帯電話からネット接続で乗車券画面を取得して当日提示。便により予約・決済の期限が異なる（乗車前日24時までまたは乗車5日前24時まで）。当初は週末夜行便など割引設定の無い便もあったが2010年9月以降は全便に設定。電話予約やバス会社窓口では取り扱い無し。普通運賃5,100円が3,500円に割引。すべての利用区間で購入可能。過去、3,900円で発売していた期間もあった。割引で発売する席数は限定。2013年12月頃からはネット上の楽天トラベルからも購入可能になっている（コンビニで現金払いも選択可能）。

## 使用車両

### 車両概説
基本的には、各社ともトイレ付のハイデッカー車が使用される。ただし、増便・臨時便についてはトイレなしの車両の場合もある（富士五湖線では逆のケースもある）。かつて運行されていた沼津線「スキッパー号」はトイレなしのハイデッカー車が使用されていた。なお、富士五湖線には2020年よりダブルデッカーのスカニア・J-InterCityDD（京王・フジエクスプレス）も使用される。
所定の担当会社が1号車を担当し、別の会社が2号車を増車する「2社共演便」がよく見られる。多客時には、続行便として貸切車（トイレなし）も投入されることがある。特にアルピコ交通（諏訪バス）・信南交通は、予約段階で満席であれば、たとえ片道回送（運転士1人乗務の場合、乗務員の拘束時間の都合上、往復とも客扱いすることはできず回送となる）になっても続行便を設定する。また、富士急も週末を中心に続行便を設定することが多い。京王では、調布営業所に所属する空港リムジン向け車両（KEIO Highway-Air Expressと表記されており区別は容易）が中央高速バスの続行便に運用されることもある。
富士五湖線の富士急便では、富士急ハイランドのアトラクションに関連するラッピングバスを運行している。また、特別塗装車として「トーマスランドエクスプレス」が2台在籍しているが、車体の外部には「富士急ハイランド」という文字は一切書かれておらず、車体広告バスとは認識されていない。
山梨交通には新型ガーラ（いすゞ）、アルピコ交通（諏訪バス）・伊那バスには新型セレガ（日野）が導入されている。アルピコ交通（松本電鉄バス）・富士急にはどちらも導入されている。松本電鉄バスに2007年6月頃導入されたニューセレガは後部全面トイレ仕様の36人乗りであり、高速バス初となったことでマスコミに取り上げられた。その後、山梨交通も2007年11月にニューガーラで導入している。Jバスの現行モデル（LKG-）は、仕様が40人乗りに変更され山梨交通はガーラ、富士急行は富士五湖線新宿20:15発の2号車（女性専用車）としてセレガで導入している。
一時期、松本線、諏訪・岡谷線、伊那線、飯田線を中心にスーパーハイデッカー車が投入されたことがあったが、車両更新により勢力を減らしつつあり、現在は、山梨交通のみである。山梨交通担当便は、各路線との共通運用によりスーパーハイデッカー車・ガーラに存在するグレースハイデッカー車で運行されるケースが見られる。
名古屋線については、運行開始当初は両社とも他路線と同一仕様で座席数42名のハイデッカー車を使用していたが、その後車両更新の際に京王が補助席を廃してフットレスト・ヘッドレスト・センターアームレスト付きとしたため、座席数が36 - 38となった「ゆったり4列シート」。現在はゆったり4列36席+パウダールーム（トイレ・洗面台・姿見・着替え台）付き新型車両（エアロエース、日野・セレガ）が使用されている。京王担当便の一部は通常トイレのゆったり4列38席車両で運行。
補助席のない36 - 38人乗りの「ゆったり4列シート」トイレ付き車両は、松本線でも運用される。
いわゆる「高速ツアーバス問題」に端を発した高速バスをめぐる法体系の変化に伴い、路線バスについて一定の条件の下で他社への運行委託（B社がA社の路線として運行）が可能となった。このため、繁忙期を中心に、京王担当便の2号車に系列の西東京バスが入るというような運行形態が増加している。
富士急担当便に「Resort Express」が投入されたりした頃は、新宿高速バスターミナルでの案内放送で「白い富士急行バス」などの言い回しで極力誤乗を防ぐようにしていたが、「Highland Dream」や「トーマスランドエクスプレス」、ラッピングバスが登場するようになって言葉では表現しづらくなってきたこともあり、単に「富士急行」とだけ案内するようになった。

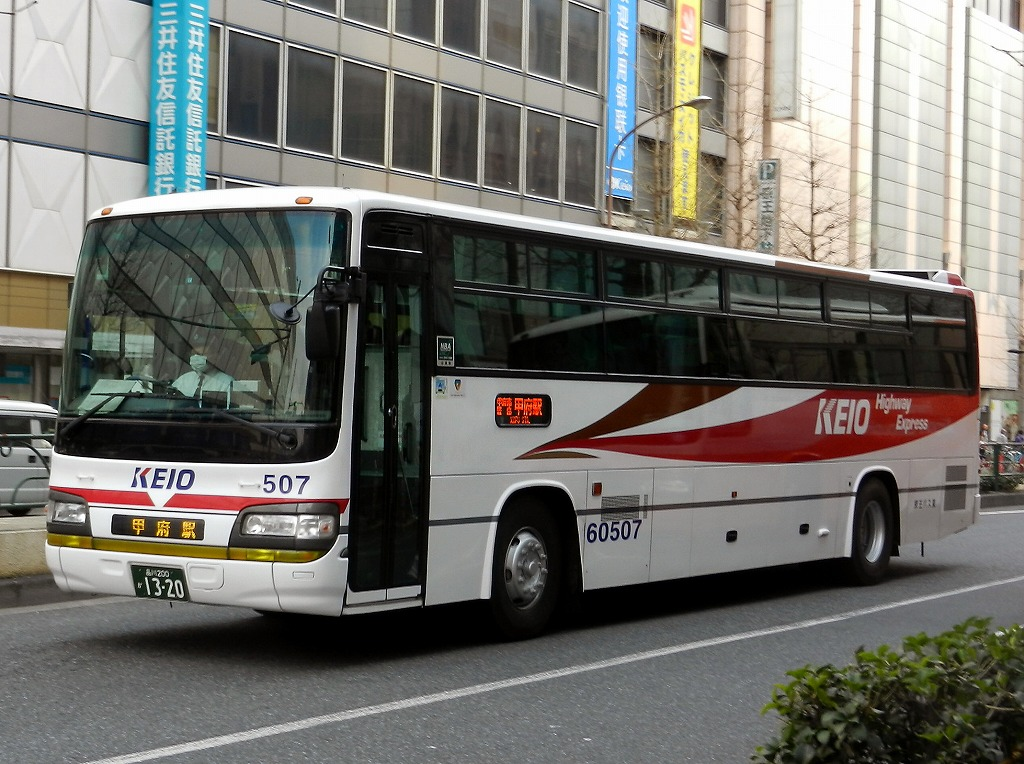
京王バス東
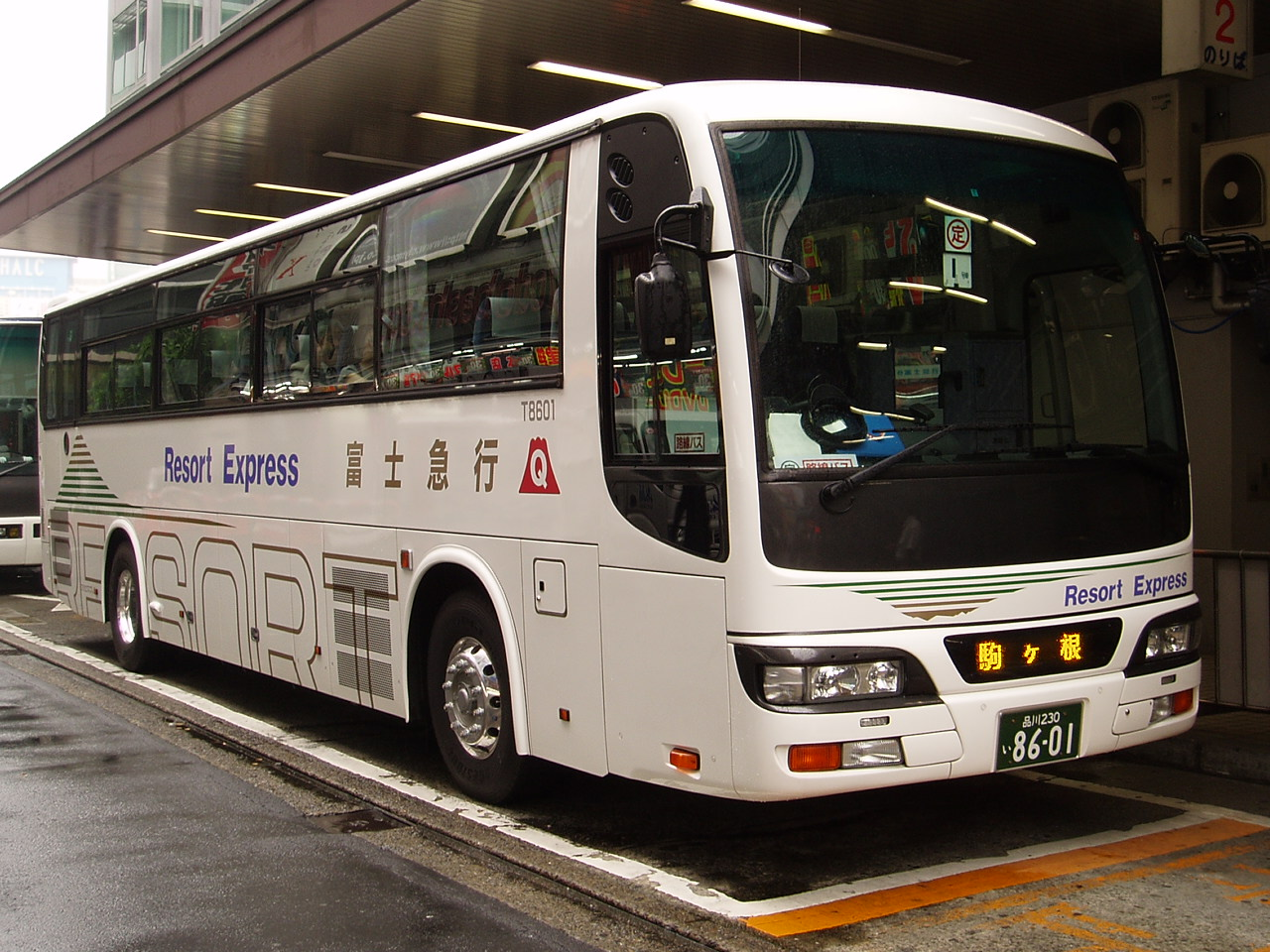
フジエクスプレス
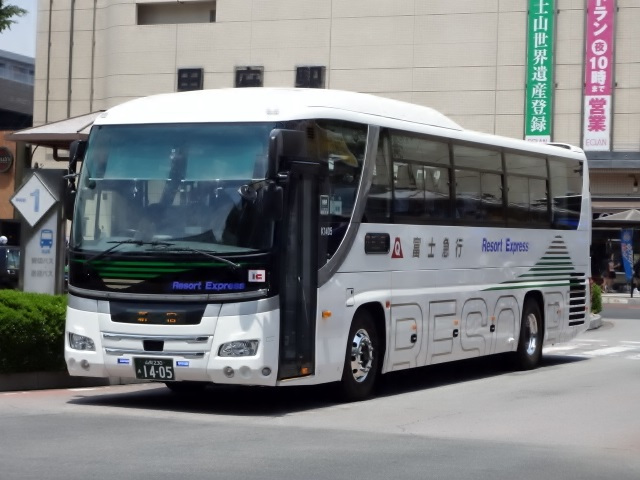
富士急平和観光 （現・富士急バス）
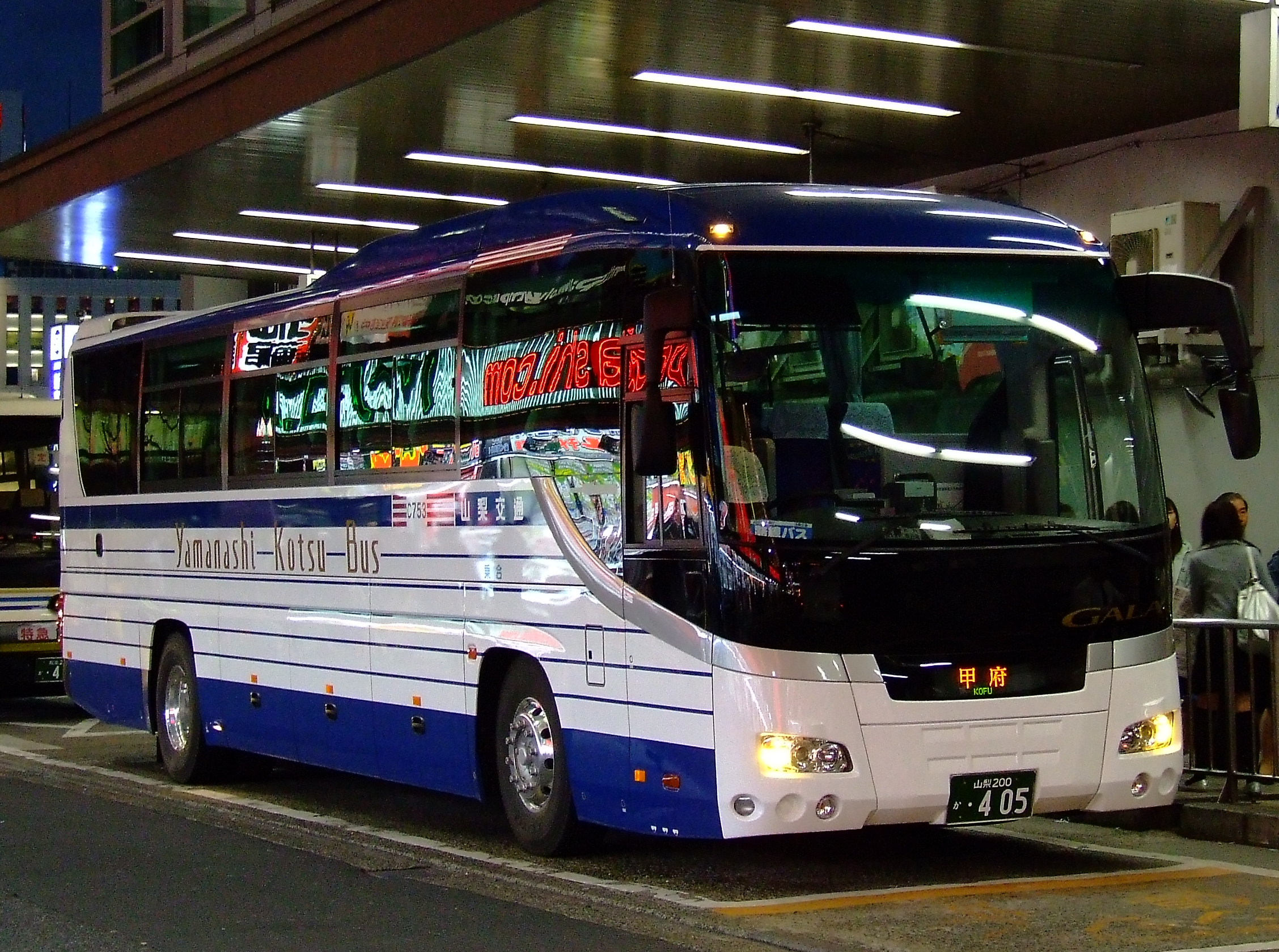
山梨交通
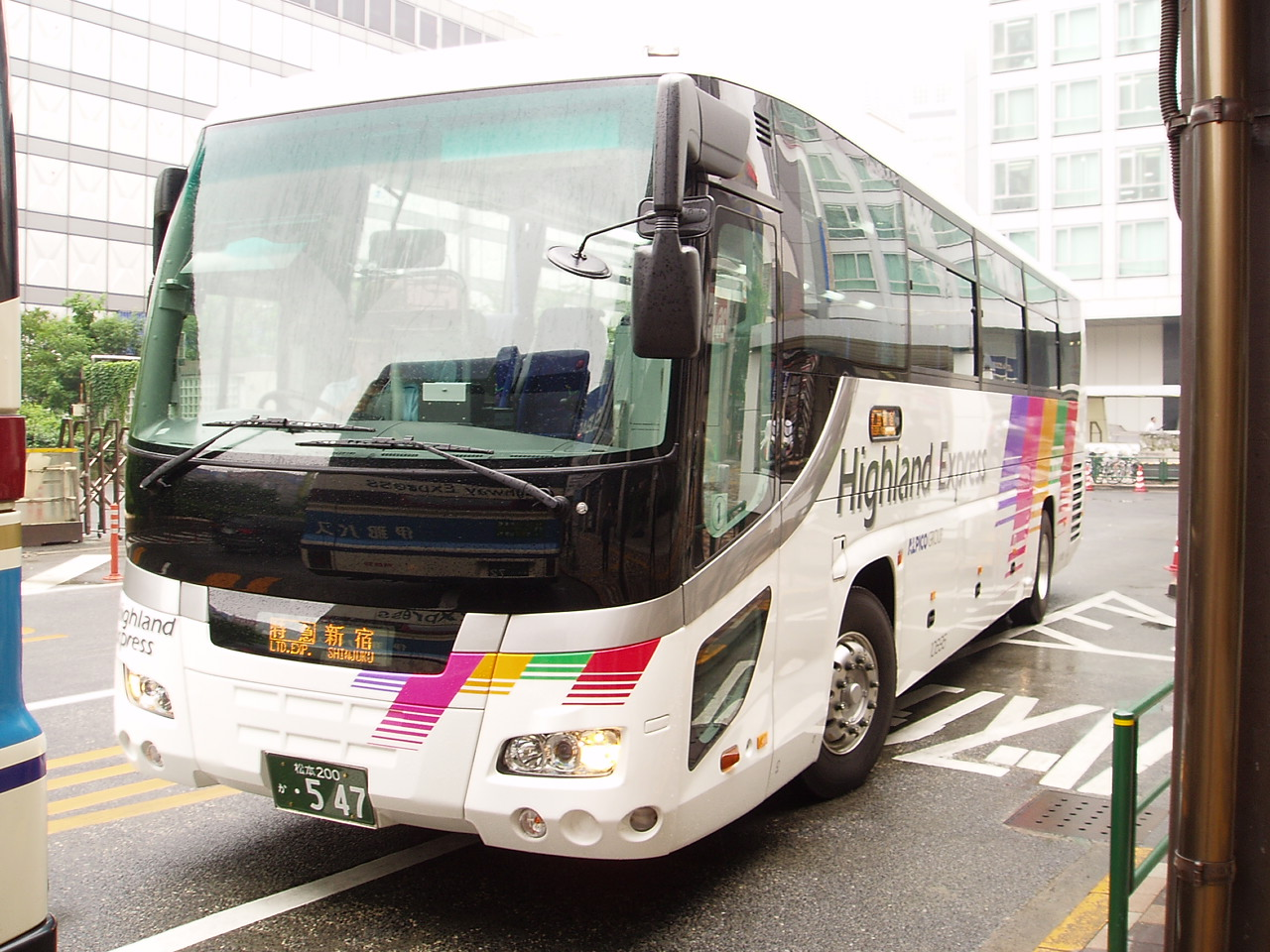
松本電気鉄道 （現・アルピコ交通）
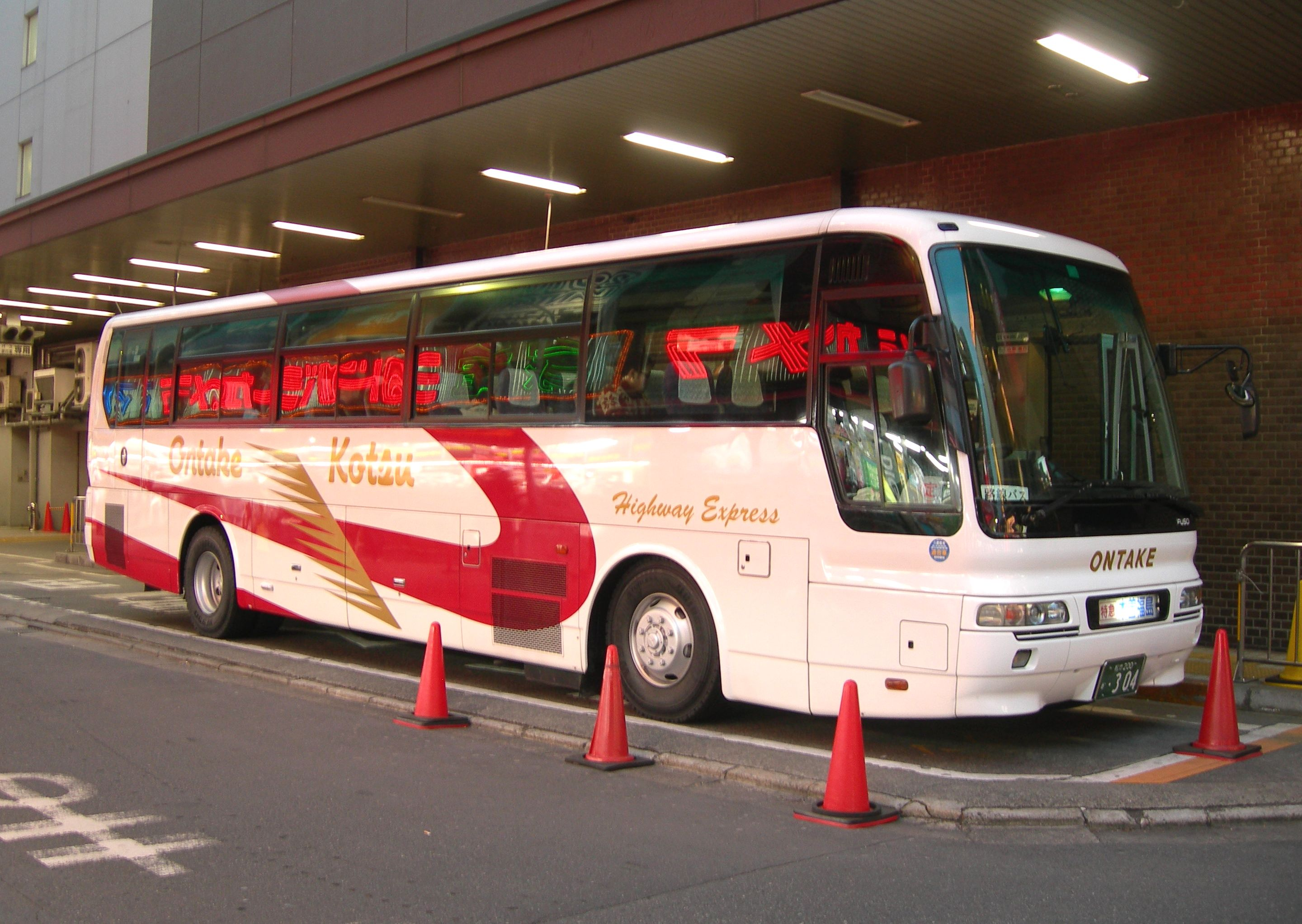
おんたけ交通
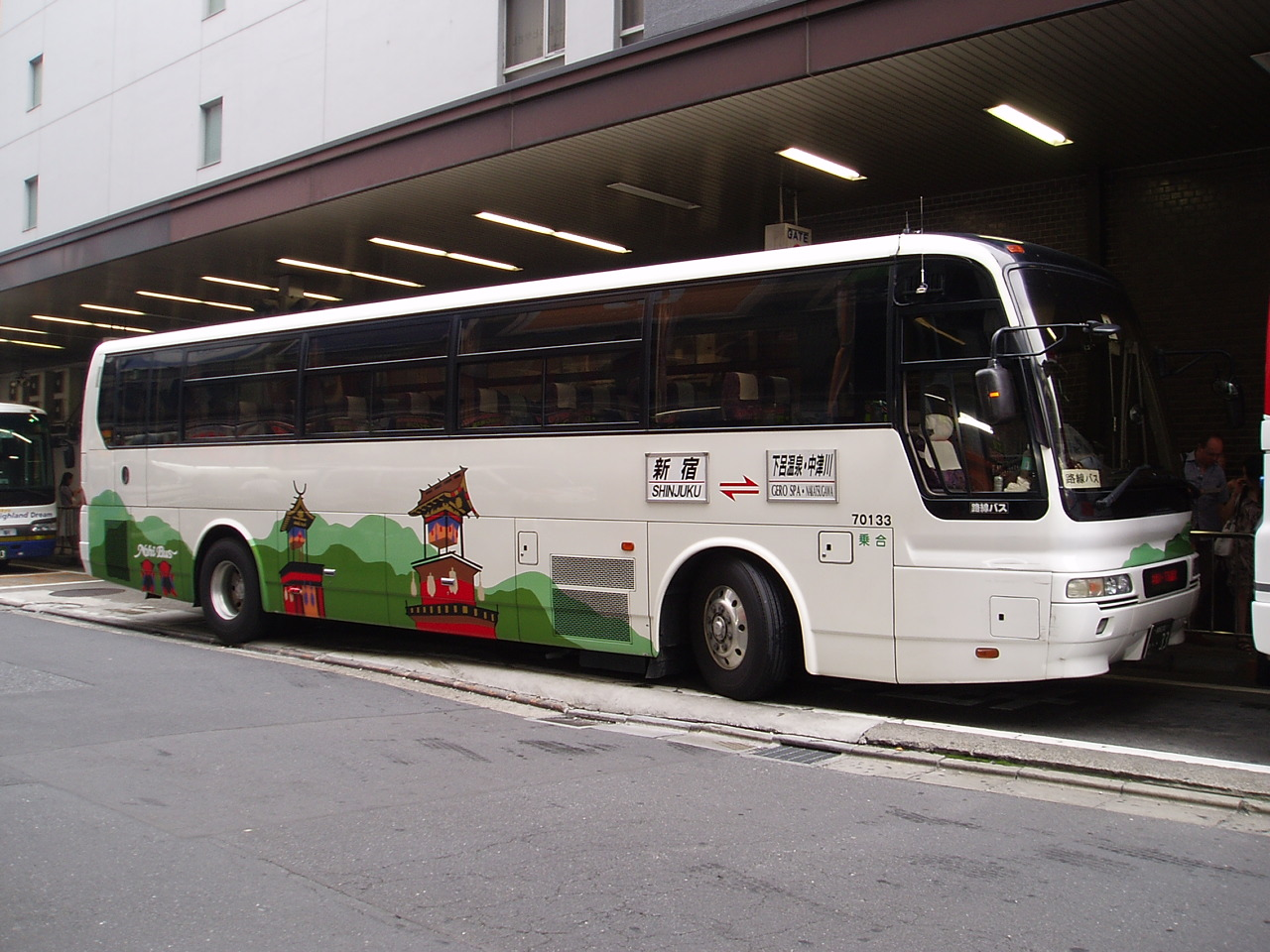
濃飛乗合自動車
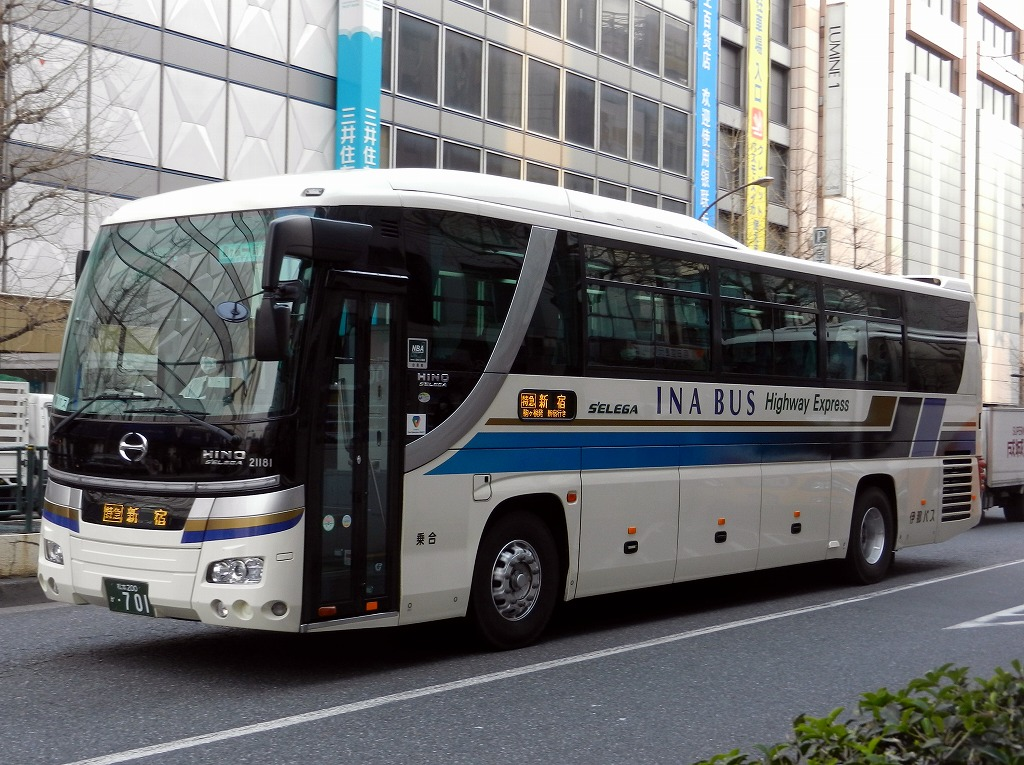
伊那バス
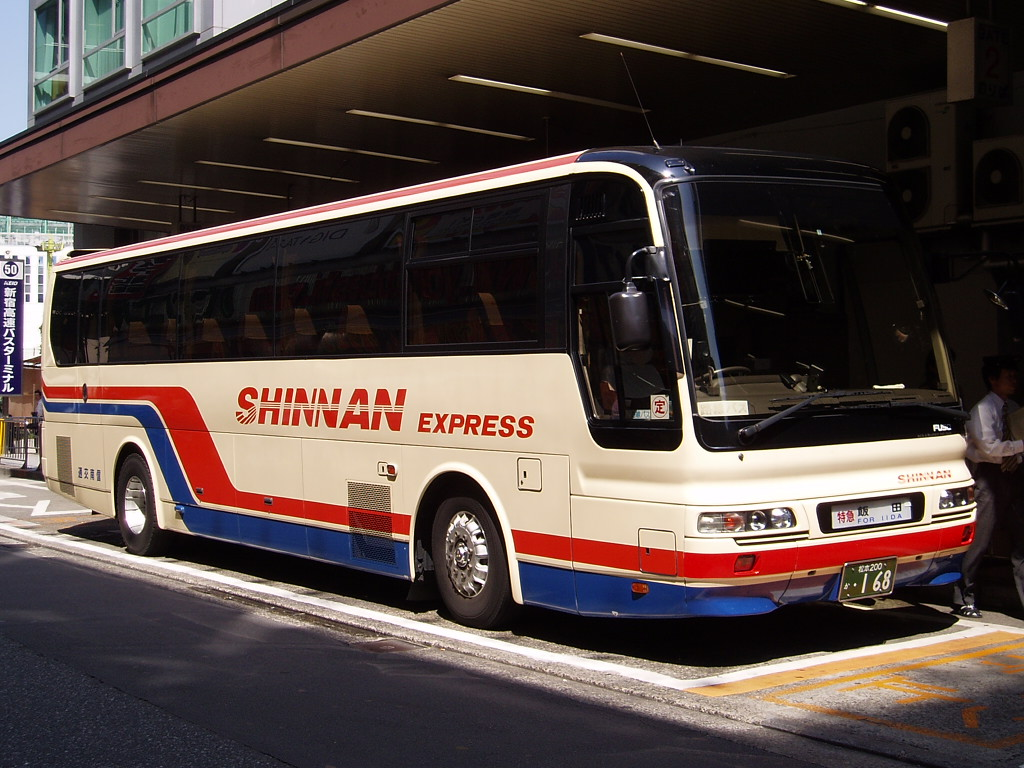
信南交通
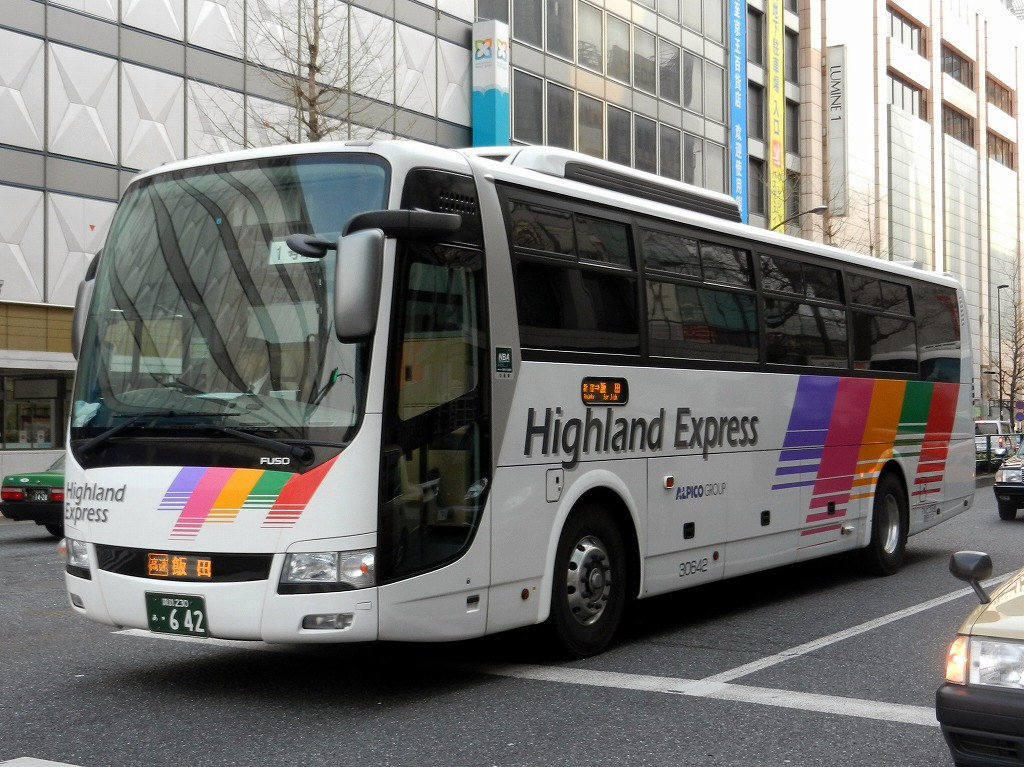
諏訪バス （現・アルピコ交通）
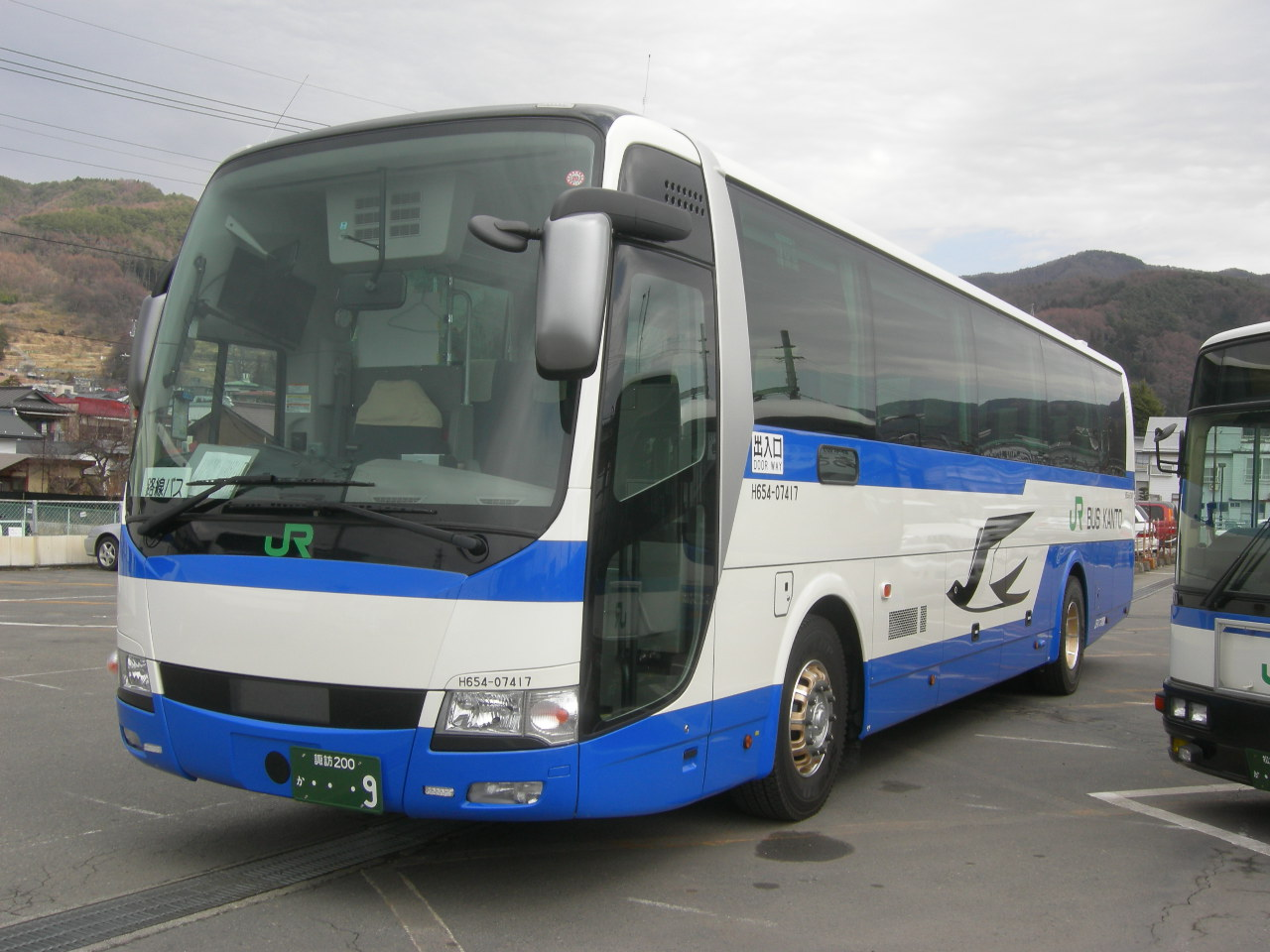
JRバス関東
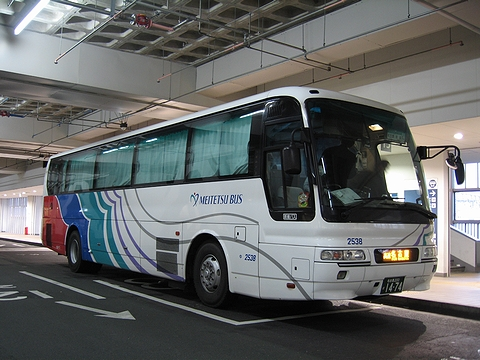
名鉄バス

### 過去の車両
- 一時期の伊那バスと信南交通では、新車は中央高速バスに集中投入し、名古屋方面の中央道特急バスは経年車中心の運用としたことがあった[注釈 21]。また、続行便設定時にも貸切車の高級車種を優先的に投入しており、1987年頃の伊那バスに至っては看板車として導入したスーパーハイデッカー貸切車のうち、在籍台数の半分近くを続行便の運用に投入していたこともあった。
- 1990年代前半、京王では富士五湖線の続行便用として貸切車を導入したが、仕様は高速車と全く同様で外観上も方向幕も装備し車内には降車ボタンも設置されるなど、登録が貸切車というだけであった。定期便では中央高速バスを担当していない調布営業所（現・京王バス東・調布営業所）にも配置されていた。
- 一時期のJRバス関東担当便には、元「ドリーム号」用の36人乗り3軸スーパーハイデッカーが投入されたことがある。

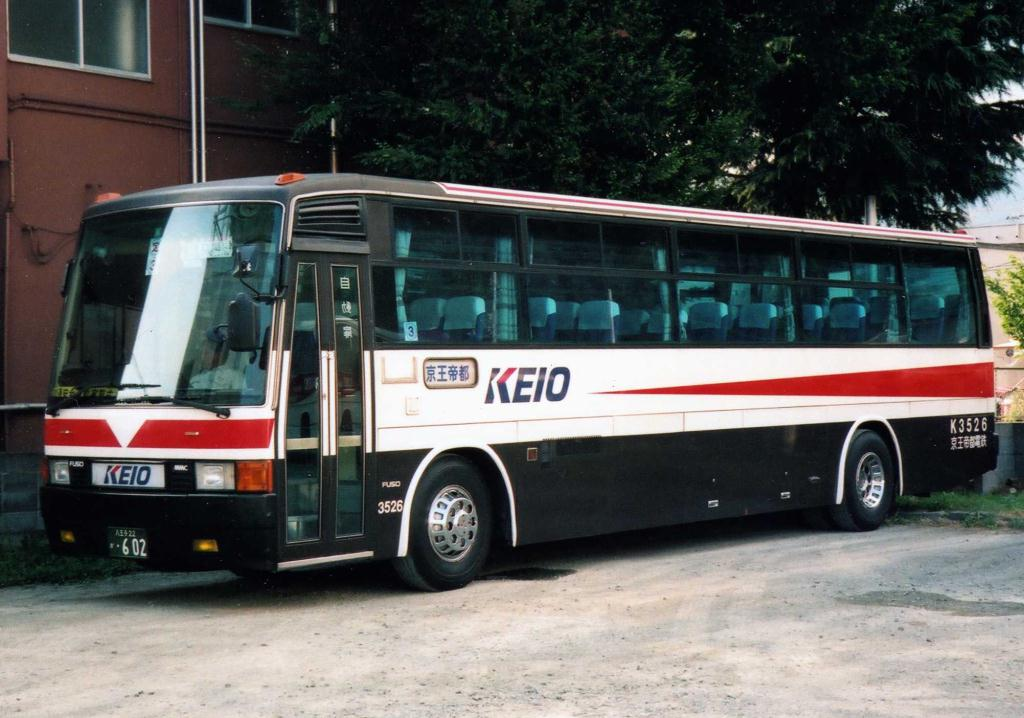
京王の旧カラーリング
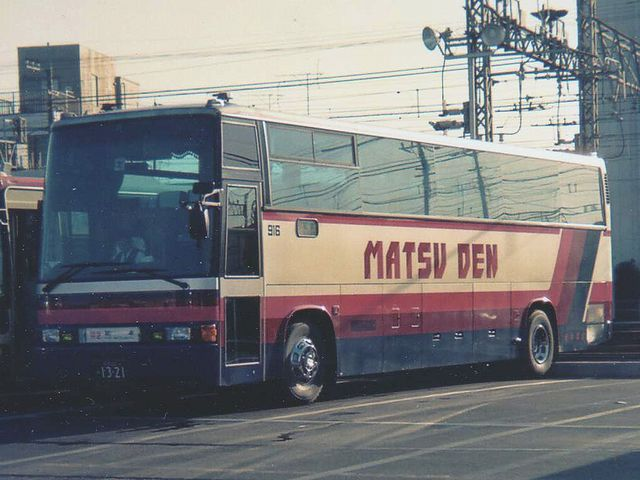
松本電気鉄道参入当時の車両
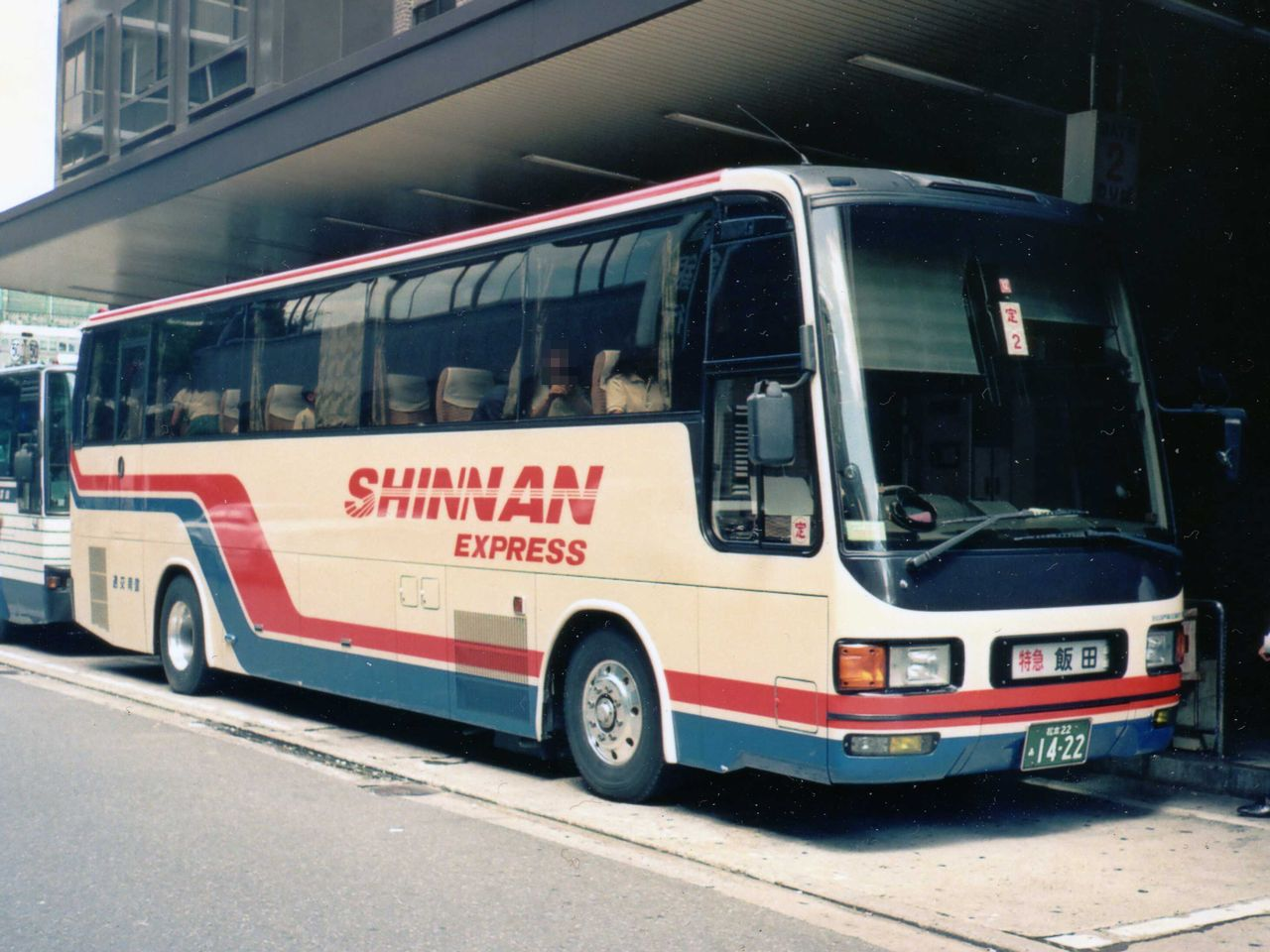
信南交通が投入したスーパーハイデッカー
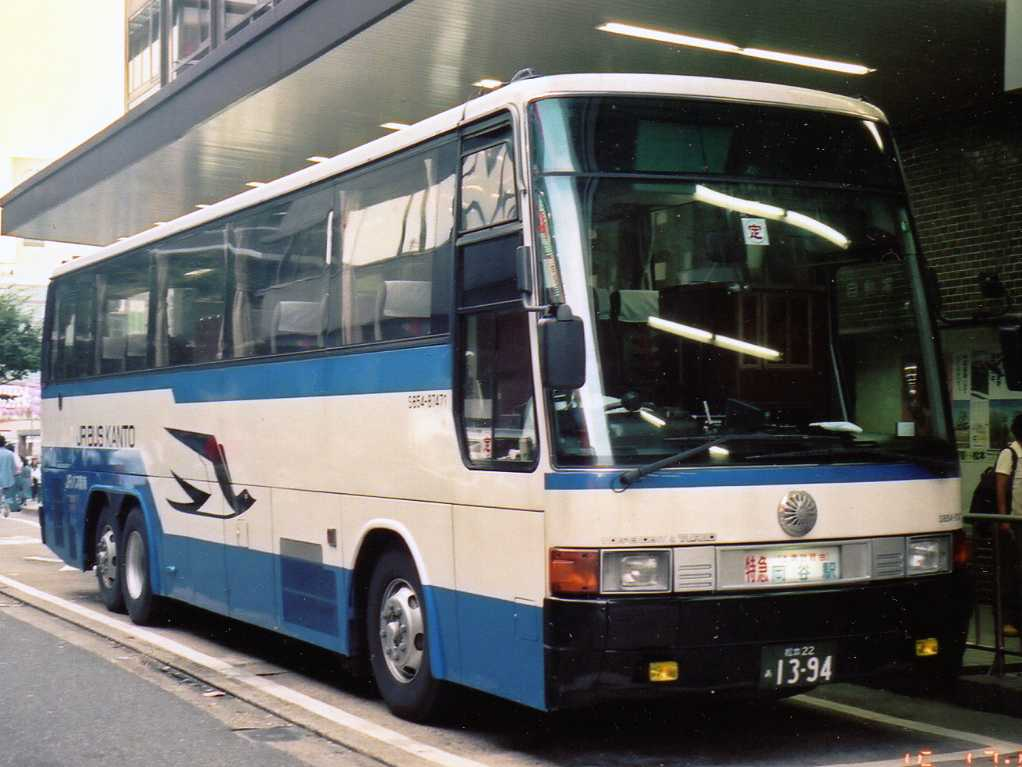
JRバス関東が投入したスーパーハイデッカー

### 高速・路線兼用車「ワンロマ」
京王・富士急では、富士五湖線に通称「ワンロマ」と呼ばれる高速・路線兼用車を導入していた。元来「ワンロマ」は京王の社内呼称であったが、後に富士急も同様の車両を「ワンロマ」と称していた。
基本的にはどちらの会社の車両も、長尺車の路線車シャーシを採用した前中扉の車体で、過給器付エンジン・ハイバックシートかリクライニングシートを装備した車両である。休日には高速バスは続行便が運行される一方、一般路線の需要が減少するため、車両の有効活用策として考えられたものである。100kmを超える距離を走る高速バスと路線バスの兼用としてまとまった台数を導入した例は中央高速バス富士五湖線以外にはなく、高速バスと路線バスでは全く走行環境が異なることを考えれば、特殊な車両といえる。
他社において、バスファンに「ワンロマ」と俗称される車両については当該記事を参照されたい。

#### 京王

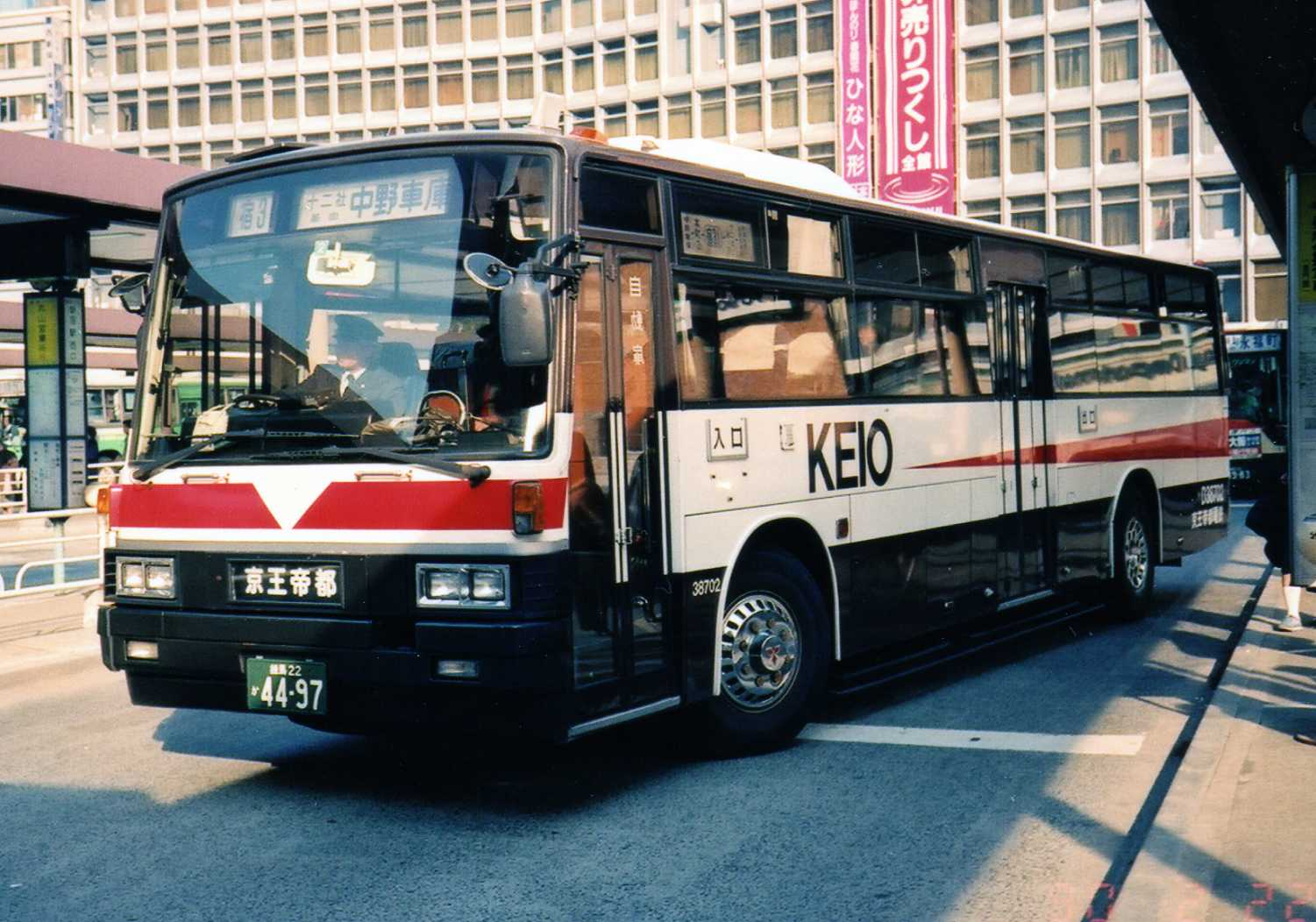
京王のワンロマ車3代目 1990年冬に撮影

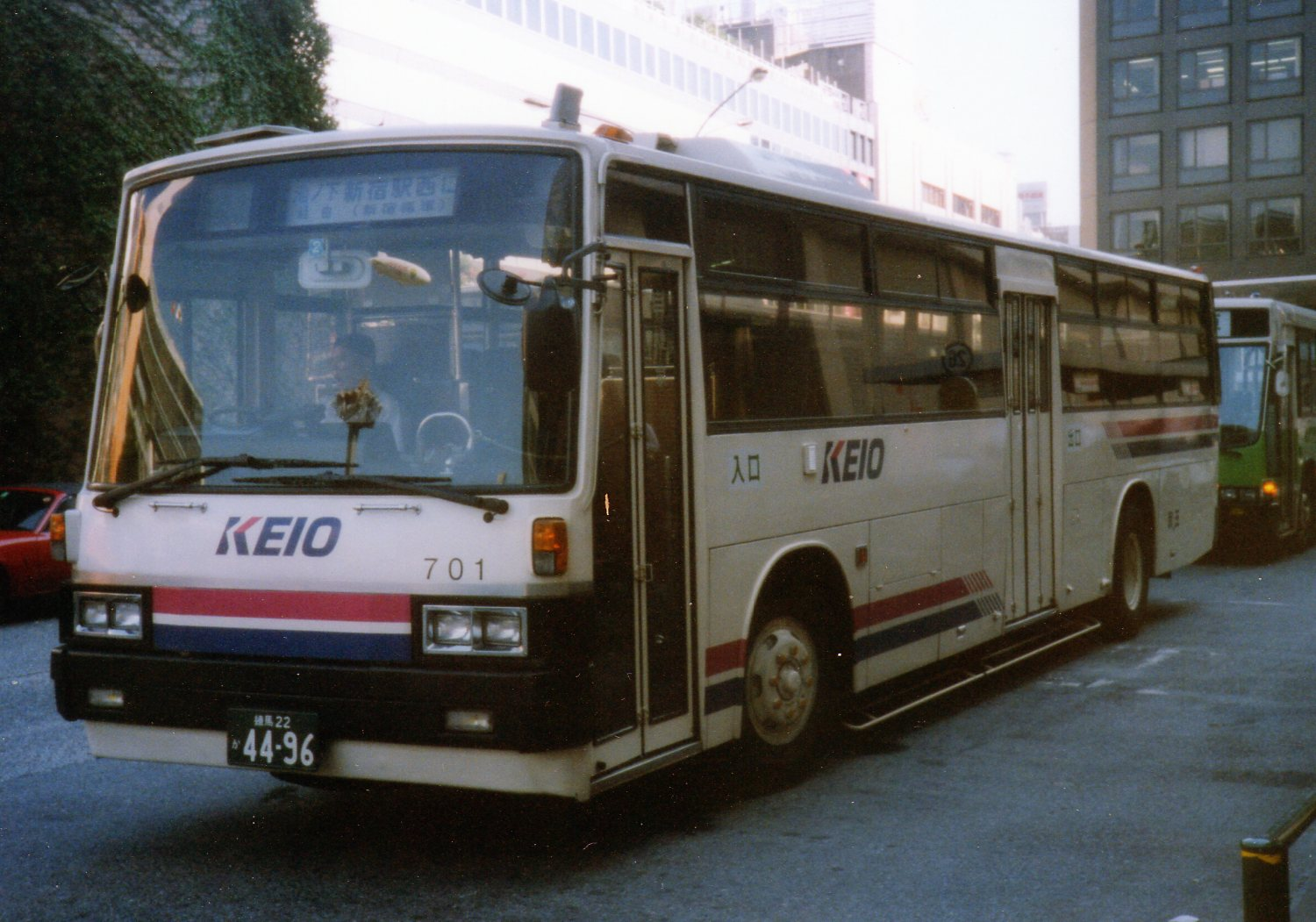
京王のワンロマ車3代目（格下げ後） 1994年夏に撮影

京王の初代ワンロマ車は1980年に導入されたもので、外見上は2段上昇窓、前中引戸の路線車そのものだが、座席は最後部など一部を除いてリクライニングシートであった。しかしながら板ばね（リーフ式サスペンション、以下「リーフサス」と表記）で乗り心地は良くなかった。車種はいすゞCJM500・日野RC301・三菱MP118Mだった。
1982年に導入された2代目車両はやはりリーフサスの路線車ながらメトロ窓の長尺車となり、中扉は戸袋窓を無くすために通常の引戸と同じ幅の4枚折戸を採用し、全席リクライニングシート装備となった。なお、2代目はメトロ窓になった関係で、当初は高速車と同様に側面方向幕を前扉後ろの窓下に設置することを考えた。しかし一般路線と高速路線（富士五湖線・甲府線）の全部を収容するためには長尺の幕にする必要があり、窓下に設置すると車内への張出が大きくなってしまうため、やむなく前扉上の屋根部分に飛び出して設置された。車種はいすゞCPM550・日野RC321・三菱MP118N。
これら初代と2代目は前扉が一般路線用よりも狭い幅の折戸であるほか、京王の一般路線車では一部の例外を除き装備されていないフォグランプが装備されていたため、格下げ後でも容易に見分けがついた。また、車内も一般路線車が木張りの床であったのに対して、高速・貸切車と同等の床材で仕上げてあった。格下げ後は、全面に滑り止めシートが敷かれた。
また、1987年に導入された3代目の車両は観光路線タイプの車体を持つエアサス車で、中扉は2代目同様に4枚折戸、方向幕はライト間に高速用・フロントガラス内側に路線用の方向幕を装備していた。側面窓は逆T字となり、側面方向幕は前扉直後の窓内側に収容することができた。また、各社とも270PSクラスのエンジンを搭載して出力が増強されたため、初代・2代目で常態化していた真夏の下り便談合坂登坂時の冷房カットも少なくなった。車種はいすゞP-LV218N・日野P-HU276B・三菱P-MP618P。
車体色は、初代は路線車塗色をベースに前面と側面を高速車風の塗り分けにしたもの、2代目はアイボリーと朱色の貸切・高速色（現行塗色の先々代塗色）。3代目は濃茶と白・赤の貸切・高速色（先代塗色）であった。なお、登録上は特殊貸切車となっていた。
しかし、路線車ベースのシャーシで標準床車ということで、高速用としては走行性能・設備とともに物足りないものであったことから、高速の続行便は次第に貸切車を使用することになった。また、都市部の路線バス車両としても、通路が狭く吊革がないなどラッシュには不向きで使いづらいことから、末期は路線色に塗りかえられて予備車や契約輸送用（多摩営業所では東京薬科大学、永福町営業所では三省堂等）になっていた。1999年に全廃。
なお、2007年6月には深夜急行バス用として、ワンロマの装備を簡素化した車両が登場した。4代目ワンロマともいえるが、現在のところ中央高速バスには使用されていないため、本項では詳細は省略する。

#### 富士急行

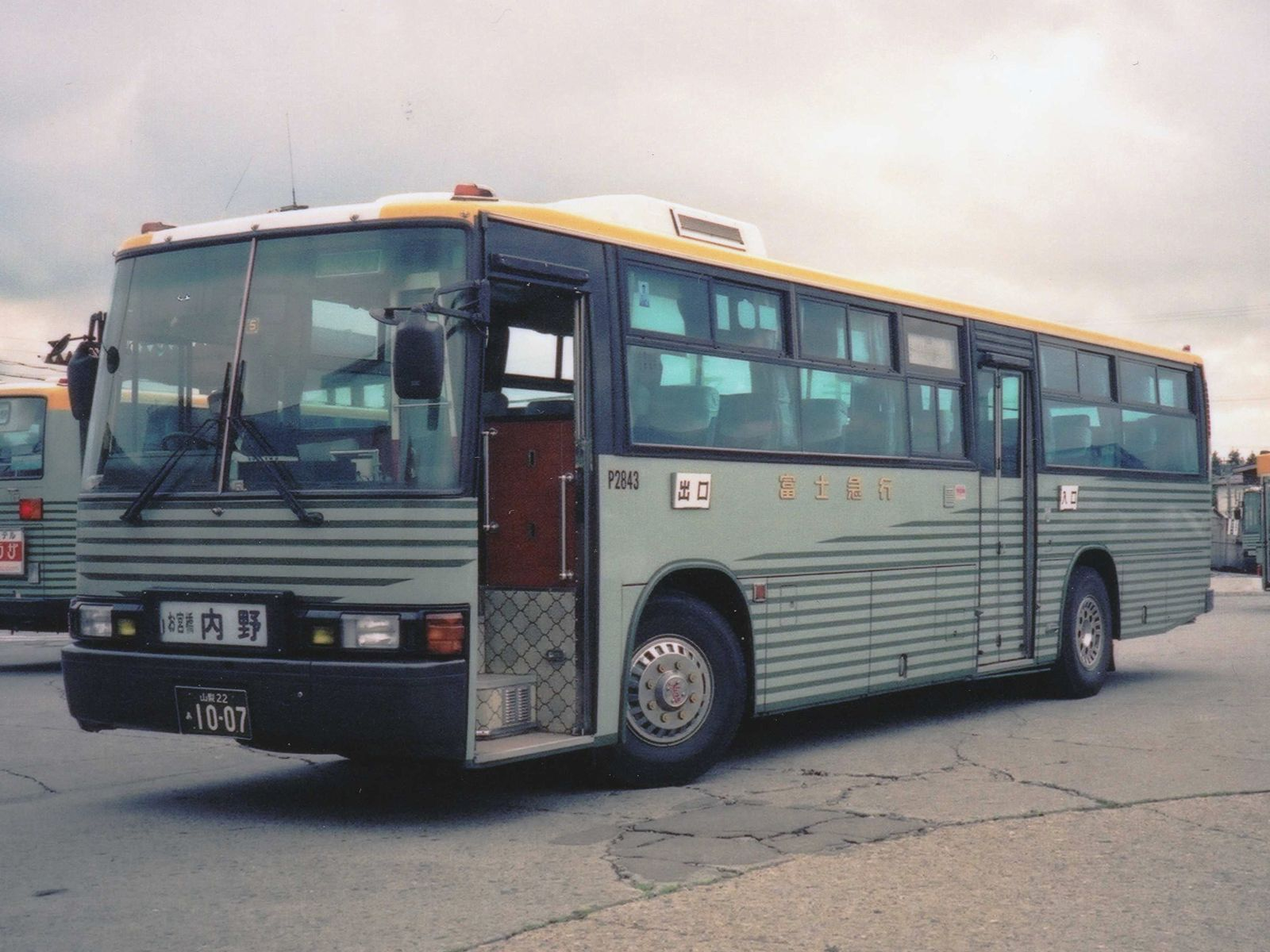
富士急行のワンロマ車 1993年に撮影

富士急行のワンロマ車は1988年に導入された日野P-HU276Bである。もともと観光路線仕様の車両が多いこともありあまり目立たなかったが、京王と同様にリクライニングシートを装備、高速車として使用する際には中扉ステップを板で塞ぎ荷物置き場として利用することが可能だった。ただし、京王とは異なり、中扉が2枚折戸であった。また、後部の座席では補助席も装備されていた。こちらは路線車としての登録であった。富士急行では当時の一般路線車の扉配置は前後扉が標準だったことや、路線仕様なら白色になるバンパーが黒色だったこともあり、容易に判別可能だった。
しかし、高速車としての使い勝手は京王と同様物足りないものであり、もともと経年高速車を続行便として常用していたこともあって、こちらも末期には高速車としての運用はほとんどなかった。もっとも、観光地を走る路線バス車両としての使い勝手は悪くなく、2002年頃までは富士山麓の観光路線で使用されていた。
なお、富士急ではこのワンロマ車を導入する前は、一般路線用の前後扉・メトロ窓・ハイバックシート装備の日野RCを応援に駆り出すことも多かった。

## 問題点

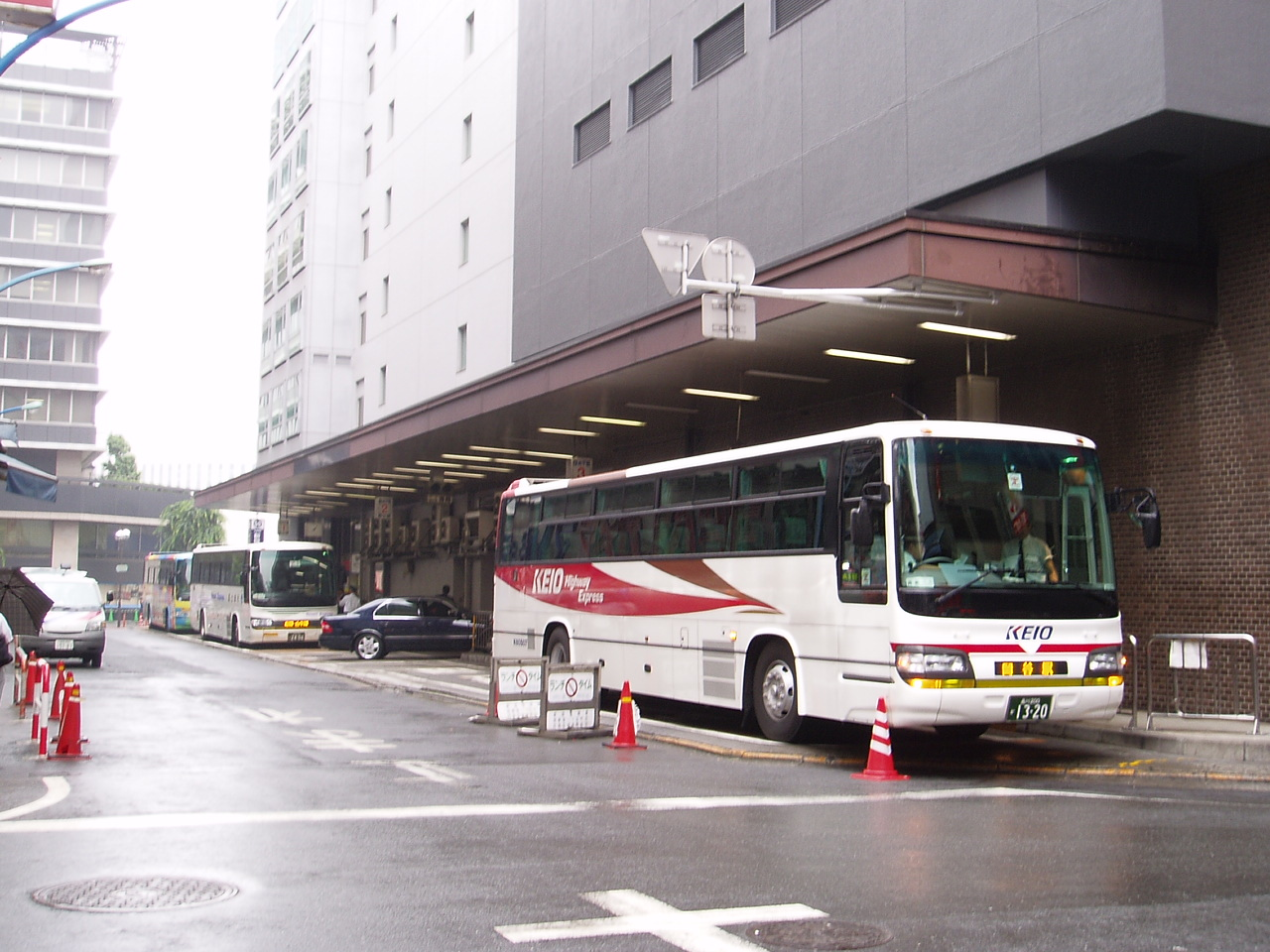
新宿高速バスターミナル

### 狭隘なバスターミナル
かつての発着場所であった新宿高速バスターミナルが大変狭隘なため、一部の時間帯では限界に近い状態になっており、乗り場が数箇所に分散していた。これは1980年代後半にはすでに問題になっており、その後に路線がさらに増加してからも長らくの間根本的な解決策が見出せないままとなっていた。

その後、2016年（平成28年）4月4日にバスタ新宿が新宿駅南口に開業し、同ターミナル発着便は一部便を除きバスタ新宿に集約されたため、この問題は解消された。

### 中央自動車道の渋滞
中央自動車道は2007年9月現在の時点で、首都圏1都3県内で唯一、片側2車線のまま（片側3車線以上の区間は山梨県内のみ）であることから、土休日や繁忙期の渋滞が激しくなる傾向がある。このため、他方面の高速バスと比較しても定時性が著しく損なわれる場合がある。
しかしNEXCO中日本などのPR活動や、ETC普及による時間帯料金割引のおかげで渋滞そのものが少なくなり、以前に比べ渋滞による遅延の割合は減少しつつある。

### 運行事業者の調整
伊那・飯田線、諏訪・岡谷線では、バス事業者数が多くなるため、運行分担比率についての調整が難しい。
山梨県内に乗降エリアがないにもかかわらず伊那線に参入している山梨交通、東京都と山梨県に営業エリアを持つ富士急の存在が、話を複雑にしていると言われている。
そのためだけではないが、松本線以降開設の路線では、東京側の事業者は京王のみとなっている。